# ウィリアム・C・デュラント
ウィリアム・クラポ・“ビリー”・デュラント（William Crapo "Billy" Durant, 1861年12月8日 - 1947年3月18日）は、アメリカ合衆国の企業家で米国自動車産業界の先駆者。馬車製造販売事業でミリオネアとなり、自動車産業創成期にゼネラルモーターズ(GM)を創業した人物。ウォール街（株式市場）では相場師としても名をはせた。
デトロイト流の自動車製造方法はヘンリー・フォードが築いたということはよく知られているが、デトロイト流の自動車販売方法は誰が築いたのかあまり知られていない。それがビリー・デュラントだった。すでに考えていた有力者は幾人もいたが、実際に、顧客による選択、業界統合、自動車流通に関して先鞭をつけたのはデュラントがGMを組織したときだった。
「ゼネラルモーターズを作った人物：自動車開拓時代の巨人たちの多くとは異なり、デュラントは工房の技術屋ではなかった。他の人たちが自動車を作り上げたのに対して、彼は組織を作り上げ、しかも、それを華々しい火花とともにやった。」デュラントの伝記を記したローレンス・ガスティン(Lawrence Gustin) ()
デュラントはゼネラル・モーターズを1908年にミシガン州フリントに創設した。1度ならず2度も経営権を失った。デュラントの物語はビジネスの世界での成功と失敗である。そして、決してあきらめない不屈の努力の物語でもある。()

## 要約

### 略歴
ビリー・デュラント（Billy Durant）として知られる。「小柄で、活力に満ちた、心の温かい人物。誰もが親しみを込めてビリーと呼んだ。」（アルフレッド・D・チャンドラー）。小柄であったためリトル・ビリーともよばれた。クラポあるいはクラポーとして一般に表記されるミドルネームの実際の発音は「cray-po(クレイポ)」となる。
ボストンでフランス系の子として生まれる。6歳の頃に母子家庭となった。母方の祖父が裕福な家庭で、南北戦争時代にミシガン州知事を務めた名士一族であったため、祖父の地ミシガン州フリントに、デュラント10歳の時移った。学業途中から働き始めさまざまな職業を経験する中で天性の営業センスを発揮した。25歳の時に友人とともに馬車販売会社を起業。当初下請けに出した馬車製造も含め、部品製造・組立・内装・塗装を自社グループ企業での垂直統合で効率をあげて大量生産をおこない、一方で全米各地に販売網を整備し、全米最大の馬車製造会社となり40歳を前にミリオネアとなっていた。それまで嫌っていた自動車だったが、この手腕を買われて40代半ばの1904年につぶれかかったビュイック社事業を請われた。技術力はあったが経営力がなく破産寸前だったビュイック社だったが、自身の馬車事業ですでに手がけていた生産の垂直統合、販売網の活用、プロモーション方法をビュイック事業に適用し、短期間で全米トップの売上に成長させ成功させ、同じ新興企業のフォード・モーターなどと全米トップを争うまでになった。
次いで、ビュイック社を土台とした自動車産業界の企業トラストを目指して、1908年にゼネラルモーターズ(GM)を設立した。傘下には2年の間に30もの会社を束ね、ビュイックで行っていた垂直統合を、さらに多数の会社の企業合同による水平統合に拡大した。この時期の代表的な傘下企業に、オールズモビル、キャディラック、オークランド（ポンティアック）、ACスパークプラグなどがある。関わった人物には、チャールズ・W・ナッシュ、ヘンリー・リーランド、ウォルター・P・クライスラー、チャールズ・スチュワート・モット、ルイス・シボレーらがいる。
しかし企業買収による拡大策の中での失敗が財務に影響を与え、1910年に銀行の意向によってGM経営権を剥奪された。
デュラントはGM取締役を兼ねながらGM外で複数の自動車会社を起業した。1911年にビュイックレースチームのレーサールイス・シボレーをコンサルタントとして起業したシボレー社だったが、デュラントの意向に沿った低価格大衆車を販売して短期間に人気となった。デュラントは、ピエール・デュポンの個人的支援を得てGM株を買い戻し、一方でシボレーの成功をばねにシボレー株をGMの株式と交換することで最終的にGMの過半数の株式を所有することに成功した。シボレー社がGMの最大株主となった。1915年にGM経営に復帰したデュラントは再び買収による拡大策に奔走した。個人での企業買収さえもしながらGMに吸収させた。こうして当初はデュラントの個人的な買収企業にいたアルフレッド・P・スローン(後の会長でGM的経営の祖)やチャールズ・F・ケタリング(GM研究所長)などのちにGMを世界の優良企業に築きあげる人物を事業買収と共にGMに迎え入れた。
1920年、第一次世界大戦後の金融危機にGM株が暴落した。株価維持のためにデュラント自ら株の買いざさえに出たが却って莫大な負債を負う結果となった。GM破綻を恐れたデュポンはモルガン商会の資金援助によって危機を脱した。デュラントはGMを去り、ピエール・デュポンが後任となった。
デュラントは、自ら創設したGMから追放されても、自身の株取引能力で何度も富豪となった。GM追放後すぐに自らの名を冠した会社デュラント・モーターズを設立し自らの信じる自動車事業を継続した。ウォール街での金融取引の中心人物の一人となり「ウォールストリートのブル（雄牛）」と呼ばれた。銀行も手がけた。個人的に複数の自動車会社の大株主となり、デュラント社を核とした企業群で再び幅広い購買層のための複数ブランド車種を取り揃えた。
1929年秋にはじまる世界大恐慌後に会社と自身が破産した。70歳を過ぎてなお新規事業に意欲を燃やし、デュラントはレクリエーションやレジャーが次世代産業となると確信して、スーパーマーケット、ドライブインレストラン、ボウリング場などを経営した。デュラントは死ぬまで自分の信じるところを突き進んだ。
1947年に85歳で亡くなった。天性の起業家。販売の天才。デュラントの経歴はローラーコースターにたとえられた。1885年に結婚し2男1女を儲けた。1900年離婚。1908年に再婚し生涯をともにした。再婚後の子供はいない。

### 業績
自動車産業創成期で今日まで名前が残る自動車会社の多くはメカニックやクラフトマン（現代のエンジニア）と呼ばれる人が創業した。しかし、デュラントはそうではなかった。デュラントはGMで車種構成、流通販売網、自動車ローンなどで現代の自動車販売方法の基礎を作り、自動車会社が車両メーカーと部品メーカーを統合する垂直水平統合の基礎を形作った人物である。これは最終的にデュラントがGMに招聘したアルフレッド・スローンによって完成された。
デュラントは、販売を重視したうえ、株式を活用した資金調達など財務面でも独創性を発揮した。一方で在庫管理が苦手で技術者の意見を聞かず組織について無関心だったことが二度にわたる経営危機を招いた。アルフレッド・スローンによってGMは合理的な経営体制を確立し、また、そのことによりGMは長らく現代企業の経営の模範される会社となった。
潰れかけた自動車会社ビュイック社を託され全米トップの会社とし、ビュイック社を核としてゼネラル・モータース(GM)を創業した。自動車産業に携わる以前に馬車製造事業で全米のリーダー的地位を築いていた。いつも物事をより大きく考え、馬車製造で大量生産を実践した。また後世に垂直統合と呼ばれる形態をすでに実践し、これはゼネラルモーターズに引き継がれた。GMでは同業者のトラストだけでなく部品産業まで統合した水平垂直統合のさきがけを実践し、後に自動車帝国とよばれるようになりアルフレッド・P・スローンによって完成される会社のその基本的な方向性を作り上げた。
デュラントは波乱に富んだ人生を歩み、GM追放後も、常に前向きに時代の先を見た起業家精神を発揮した。デュラントの創り上げた帝国を企業経営における模範企業にまで高めたアルフレッド・P・スローンはデュラントを「不世出の企業家」と称（たた）えている。一文無しからはじまり大富豪となり生涯の最後は再び一文無しとなり静かに人生を終えた。一握りの資産家が支配していたウォールストリートで活躍した数少ない人物だった。
米国自動車創業期の主要な乗用車会社をまとめたゼネラルモーターズの創設者。GMは自動車企業連合の持株会社として組織された。その後の自動車業界のマルチブランド化と、クラス構造をつくりあげる原型となった。馬車経営の時代にすでに自社ですべてをまかない大量生産で低価格を志向していた。大衆車を現実のものとしたフォードを評価し、自身でも大衆車としてのシボレー車を作りのちにGMがシボレーによりフォードを首位から落とす端緒を作った。大衆が自動車を購入するために必要と考え自動車ローンを創設した。

## 生い立ち
マサチューセッツ州ボストン生まれの父ウィリアム・クラーク・デュラント、マサチューセッツ州ニュー・ベッドフォード生まれミシガン州フリント育ちの母レベッカ・クラポ・デュラント(1833-1924)の子としてボストンに生まれた。
母方の祖父ヘンリー・H・クラポ(1804-1869)は捕鯨船の港町であったマサチューセッツ州ニュー・ベッドフォードで造船と捕鯨で財を成したのち1856年フリントに移った。ミシガン州フリントはデトロイトの北西に100キロ弱程の川沿いにあり鬱蒼（うっそう）と茂る森林のなかのインディアン村落跡の町であった。クラポは邸宅を構え製材業を営んだ。街はまだ造成中であり家業は繁盛した。高品質の木材は近隣だけでなく東部のニューイングランド方面でも使用された。鉄道事業も興しこれも成功させた。ミシガン一の事業家となったヘンリーは1860年にフリント市長、南北戦争時代の1864年から4年間はミシガン州知事を2期務めた。ヘンリーは息子1人、娘9人の10人の子を儲けた。一人息子のウィリアム・ウォレス・クラポ(William Wallace Crapo:1830-1926)はニュー・ベッドフォードで弁護士となりクラポ＆クリフォード(Crapo & Clifford)事務所で活動したのち、共和党員としてマサチューセッツ州議会議員(1875-83)、1884年にはマサチューセッツ州選出国会議員を務め、またBedford Institution for Savings社長を務めMerchants National Bank in New York Cityの取締役でもあった。
母レベッカ・クラポ(Rebecca Folger Crapo)は、父ウィリアム・クラーク・デュラントとは、ウェブスター・ナショナル・バンクの銀行家として、祖父ヘンリー・クラポがニューイングランドでの事業投資先を探していた際にマサチューセッツで知り会った。父ウィリアムはミシガンの鉄道事業での株売買などでヘンリー・クラポの仕事を手伝い、ヘンリーの9人娘の一人レベッカ・クラポと1855年11月に結婚した。2人は娘レベッカ(1857-1903)に次いで息子ウィリアムを儲けた。
祖父ヘンリーはウィリアムをウィリー(Willi)と呼びかわいがった。ウィリーの3歳の誕生日には第57ミシガン義勇隊少佐に任命し、7歳の誕生日には大佐に任命したほどだった。一方、父ウィリアム・クラークは銀行を退社し株式ブローカーとなったが株投資で失敗し酒にたよるようになった。その後、父ウィリアム・クラークとレベッカは離婚した。
祖父ヘンリー・クラポはウィリー7歳の時にすでに亡くなっていたが、1872年、ビリー10歳の年に、母レベッカは親族を頼りフリントに居を移した。ビリーはフリントの公立小学校に通った。成績は並みだったがつきあいがうまくみなに好かれた。模範となる父はいなかったが製材業と銀行を営む伯父叔父たちに囲まれて育った。
クラポ製材所の写真 (Crapo Lumber Mill, Flint circa 1872)

## もの売りの才
1878年、伯父叔父から請われ16歳で学校を辞め、クラポ製材所を手伝った。日当75セントだったため夜は近くの店で店員としても働いた。ほどなくクラポ製材所を離れ、特許薬の販売や不動産の営業などを手がけた。タバコの行商では、出張前に出張手当6ドル汽車賃2ドルを要求して雇い主から責められたデュラントだったが、2日で2万2千本のタバコ（葉巻き）を販売し、雇い主を驚かせた。これは若い頃のセールスマンとしての才覚を示したエピソードとして語られている。
1881年、フリントで上水道管理業務を請負っていた会社Flint City Waterworksが年老いた社長の代わりとなる若手を探しデュラントを滞納金徴収係として雇った。デュラントは個別訪問先で水漏れや水のにごりなどの苦情処理でサービス改善をおこない徴収率を高めた。電気とガスの検針および徴収や火災保険の売り込みまでおこなった。会社には多額の借金があったがデュラントは8か月で返済しフリントで若手事業家として認められるようになった。1885年6月17日にクララ・ピット(Clara Pitt)と結婚。2人の間に二男一女を儲けた。1885年、娘マージェリー(Margery)、1890年、息子ラッセル（Russell愛称クリフ）が生まれた。しかしクララとは気が合わなかった。

## 馬車販売から垂直統合へ
デュラントのもの売りの対象が偶然のことで馬車となった。

### フリント・ロードカート・カンパニー
ミシガン南部インディアナ北部は「キャリッジ（乗用馬車）」や「ワゴン（荷物輸送馬車）」の産業が花開こうとしていた時期だった。硬木(かたぎ：en)がとれる広葉樹の森林の隣接地帯で中西部には急速に車両を求める市場が育っており、デュラントのカート事業参入は絶妙のタイミングだった。デュラントもドートもセールスマンであり製造は素人だった。製造は地元フリント最古の馬車製造業者W. A. パターソン・カンパニーと1万台の契約で製造を委託した。（ウィリアム・パターソン(1838年カナダ生-1921、1890年フリント市長)。）デュラントとドートは売ることに全力を注いだ。完成品を8ドルで仕入れて12.5ドルで販売した。デュラントは販売の天才で一契約の契約規模をより大きくし常に大量の注文をとった。デュラントはいつも物事をより大きくする方向に考えた。
1886年、デュラント24歳の時、水道会社の会議の前に約束の訪問に急いでいると友人のジョン・アルガーがデュラントに声をかけてロードカート（路上用2輪馬車）に乗せてくれた。デュラントはこの乗り心地に感銘をうけた。「コールドウォーター・ロード・カート・カンパニー(Coldwater Road Cart Company)」製のロードカートだった。直径4フィートの車輪2つ、2人乗りの小型だったが、小さな座席の下には簡素だがよく考えられた半楕円のばねが装備され、振動が少なく、でこぼこ道やカーブでも、また馬が速く走っても非常に乗り心地がよかった。デュラントはこれは売れると思った。他の予定を延期し翌日列車で75マイル先のコールドウォーターに向かい、翌々日の朝、会社を訪ねた。日産2台を製作していた小さな工房だった。特許を含め事業を購入したいと申し入れた。「5日間の期限で1500ドルを用意するなら」との合意を得たが、前年に結婚し、家を購入していたデュラントには3500ドルの借金があり、さらなる借金の算段をした。フリントでは伯父叔父たちが営む銀行が2行あった。しかし「身内には後で世話になることがあるだろう」と別の銀行に飛び込んだ。事業をフリントに移転するための500ドルを加算し、シチズンバンク・フリントから90日間の期限で2000ドルを借りた。借金の交渉でデュラントは「うぬぼれ屋に見えないように、そして岩のようにどっしりとした態度」で交渉した。シチズンバンクで応対した頭取のロバート・ジェレミー・ホエーリー(Robert Jeremiah Whaley)は「そのときのデュラントはソフトボイスで笑みを絶やさず自信に満ちた態度だった」とのちに語った。人を説得するときのデュラントは、上体を前に倒し、顔を相手の鼻先までもっていき、けっして押し付けがましくなく、ソフトボイスで語りかけるのが常だった。利点だけを要領よく説明し、あとは相手に考える余裕を与えた。「セールスとは売りつけることではなく買う気にさせること」が後のGM販売の哲学となった。（ロバート・ジェレミー・ホエーリーの養女は9年後の1895年にヘンリーの長女の息子でデュラントの7つ下のいとこにあたるウィリアム・クラポ・オーレル(William Crapo Orrell, 1868 - 1927)と婚姻しフロレンス・ビックフォード・ホエーリー・オーレル(Florence Bickford Whaley Orrell, 1874 - 1959)となった。）
商売の種をつかんだデュラントは、金物荒物業(Hardware store)を営み、機械類の販売も手がけていた友人のジョシュア・ダラス・ドート(Joshua Dallas Dort)と1886年9月28日に2人の共同経営会社「フリント・ロードカート・カンパニー(Flint Road Cart Company)」を設立した。ドートは、デトロイト近郊の町インクスターに生まれた。同じ学校の2歳年下にはヘンリー・フォードがいた。ドートは、デュラントの近所に店を開いていた会社の共同経営者兼店員となるために4か月前にフリントにきたばかりだったが、デュラントはドートとすぐに気があった。
会社設立出資金としてドートは店の権利を売った金500ドルと母親から500ドルを借りて計1000ドルを用意したが、デュラントが用意したのはわずか50ドルだった。デュラントは販売と経理を担当し、ドートは製作監督を担当した。デュラントは活発で好奇心が強く大胆で何にでも顔を突っ込む性格、ドートは慎重派で注意深く物事を進める性格で、2人の役割分担はうまくいった。
展示会は9月末で終了で販売のタイミングとしてはよくない時期だった。ウィスコンシン州マジソンでのイリノイ・アイオワ・ウィスコンシン3州合同農業協同組合の年次博覧会があることを知り、コールドウォーターからの完成品ロードカート1台をすぐにマジソン宛に送り、展示会前日に農業関連製品卸業者の組合長シェルドンを訪ねた。突然の訪問で、しかも日曜日で、それも見ず知らずの若造が持ち込んだ話だったが、シェルドンはロードカートを取扱品に加えてくれた。ロードカートは展示されるとすぐに買い手がついた。展示では15ほどのさまざまな車両が出品されたが、審査で最高賞の「ブルーリボン賞」を受賞した。シェルドンからも100台の注文を受けた。
こざっぱりとして、誠実に見え、聞き上手でまた柔らかな話し方で話を進展させられる、商売の何たるかを把握していたデュラントは生粋のセールスマンだった。デュラントはその帰り道の方々（ほうぼう）でこのロードカートを「ブルーリボン」として大宣伝をおこない受注契約を重ね600台以上もの注文を抱え帰郷し、フリントでこれをパターソン社に大量発注した。

### デュラント＝ドート・キャリッジ・カンパニー
パターソン社への発注は累計1万台にのぼり、すべて完売した。その利益は再び投資にまわした。1895年11月6日にフリント・ロードカート・カンパニーをデュラント＝ドート・キャリッジ・カンパニー(Durant-Dort Carriage Company)と改組した。4輪のキャリッジ事業にも進出した。メールオーダーでの販売や、カナダやオーストラリアへの輸出も開始した。全米への事業展開ではデュラントは地域による傾向があることもわかった。たとえば車体の色は東部では黒一色が好まれる。一方、中西部ではさまざまなバリエーションに富む。ピンストライプ模様も人気だった。デュラント＝ドート社の販売は好調で生産が追いつかなくなり自社生産も開始した。従来の組立業者や部品業者同士が組合を結成し対抗したため、部材が高騰しはじめた。デュラント＝ドート社は広葉樹の森を購入し、車体、車輪(インペリアル・ホイール(Imperial Wheel)社)、車軸(Flint Axle Works)、そのほか、装飾、ばね、塗料（Flint Varnish & Color Works）など部品別に特化した子会社を設立して、上流からの統合生産を手がけるようになった。「原材料から製品の配送までを一貫しておこなうこと」を指して「バーチカル・インテグレーション（垂直統合）」と経済の専門家が名づけるようになるのは後（のち）のことだった。
同業他社はまだ受注後組立だったが、デュラント＝ドート社は積極的な営業と統合された生産で馬車製造業界で最先端を走った。デュラントがのち生涯のライバルとして意識することになるヘンリー・フォードはデトロイトから一旦地元に戻り父親の農場を手伝っていた頃で、大量生産を先に手がけたのはデュラントの方だった。大量生産をおこない製品を低価格で販売するということは当時としては大胆な試みであり、「自社ですべてをまかない大量生産し低価格で販売する」ということは自動車産業ではフォードで花開いた。しかし、フォード以前にデュラントは馬車産業においてアセンブリーラインを用いた大量生産をおこなった。19世紀中ごろの米国ではワゴン、バギー、キャリッジなど馬車の大量生産がすでに開始されていた。高品質のバギーの価格は1860年代に135ドル、1870年代には100ドル、1880年代に50ドル。インディアナ州のスチュードベーカーは1875年に1万5千台を生産した。デュラントはこれに加えて「市場のあらゆるニーズを多種多様な車両でカバーするという戦略」を馬車産業でおこなった。数年後には自身の創設したGMにおいてデュラント自身がこの斬新な考え方を自動車に対して適用した。
デュラントは、デュラント＝ドート社で幅広い車種構成を用意した。北はトロントから南はアトランタまでの馬車製造業者を買収し、馬車製造業者をまとめ上げ、これによって取り扱う車種も広がった。また、銀行を営んでいた伯父叔父などからの資本を元に、別系統のキャリッジ製作販売もおこなった。1892年には「ウェブスター・ビークル・カンパニー」を設立し、サスペンション（ばね）付の軽量ワゴンを、また、1894年にはクラポ製材所内に「ビクトリア・ビークル・カンパニー」を設けて伯父叔父の息子に経営させ4輪バギーを製造し利益を上げた。ウェブスター・ビークル・カンパニー(Webster Vehicle Company)はウェブスター(T. P. Webster)、ダラス・ドート、デュラント、デュラントの親類ウィリアム・クラポ・オーレル(W. C. Orrell)が1892年に設立し、ばね付軽量ワゴンを製造した。ビクトリア・ビークルカンパニーは以前のクラポ製粉所(Crapo sawmill)跡に1894年に設立した。デュラント＝ドート社の売れ筋トップモデルはブルー・リボンだった。「馬車の世界でのフォードだった」と後のTime誌が評した。他に、エクリプス、スタンダード、ビクトリア、モーリン、ダイアモンドといったモデルや、カリフォルニア専用モデルのポピーなどがあった。
デュラントは当初より「販売から製造へ」というアプローチをとった。西部開拓、道路の発展などで馬車需要が高まっていくなかで、デュラントはまず販売を固め、その後に自社製造を行った。1900年頃のデュラント＝ドート社は14の工場と数百名の営業を要し、価格50ドルの馬車を日産200台と大量生産し、年間販売数5万台以上、年間利益200万ドルを稼ぎ出し、業界のリーダーとなった。デュラントは全米の販売会社を回り販路拡大に努め、ドートは本社で日々拡大する需要を統括し、2人それぞれの役回りがうまくかみ合っていた。デュラント＝ドート社の最大生産は1906年で雇用労働者1000人で日に480台を生産したが、このころデュラントはすでにビュイックに力を入れていた。
当時のデュラント＝ドート・キャリッジ・カンパニーのオフィス建屋はフリントのウエスト・ウォーター・ストリート315に残っている。デュラントはGM設立後も1913年までここを事業拠点として使用していた。

### ビークルシティ
ミシガン州の製材産業は馬車産業に次第に変遷した。1890年頃にはミシガン州に125の馬車製造会社があり、ミシガンは全米の馬車産業の中心となっていた。多くは製材業からの転身で、その生産数の4分の3は、カラマズー(Kalamazoo)、ジャクソン(Jackson)、グランドラピッズ(Grand Rapids)、デトロイト(Detroit)、ポンティアック(Pontiac)、ランシングLansing、フリント(Flint)でおこなっていた。そこでは7000人が働き、従業員は数名の少人数経営だった。従業員は、鍛冶屋、家具屋の技術をやっていたものであれば容易に職に就けた。
フリントで馬車製造をおこなっていた「デュラント＝ドート・キャリッジ・カンパニー」、「フリント・ワゴン・ワークス」(1882年、1894年創業)、「WAパターソン・カンパニー」の3社によりフリントは全米一の馬車製造地となり、フリントは「ビークルシティ(Vehicle City)」と呼ばれる中心地域となった。全米一とは世界一の製造地ということであり、町のメインストリートには『Vehicle City』の文字を飾ったアーチがかけられた。デュラントはクラポ製材所関連の金銭的および人的な資源をデュラント＝ドート社に注ぎ込み、ビークルシティとしてのフリントを先導した。（ビークル・シティのアーチは2004年にフリント市の町おこし事業の一環で復活した。）

## ビュイック

### 自動車製造販売
馬車経営が安定し一息ついたデュラントだった。すでに40歳となった。1901年から1904年までニューヨーク市に出て株を学んだ。仕事上の旅でも所在も知らせずに長期に家を空けるようになっていた。クララとの不和もその要因の一つだった。このとき、モルガン商会がUSスチールという巨大トラスト企業をつくりだすところを目の当たりにした。デュラントが自動車事業を依頼されたのはこの後だった。
1893年、J・フランク・デュリア、チャールズ・デュリア兄弟が、米国でガソリン自動車を成功裡に走らせていた。1896年にはヘンリー・フォードがデトロイトでヘンリー最初の自動車を走らせていた。しかし19世紀末の米国では自動車はまだ産業とはなっていなかった。しかし、その数年後の1900年頃ともなると馬車産業はしだいに飽和状態となりつつあり、それまでキャリッジやワゴンを製作していた数社が自動車事業に参入しはじめた。デュラント＝ドートとならび世界最大の馬車製造業者であった インディアナ州のスチュードベーカーも片手間ながら自動車事業に参入した。十数年の歴史しかなかった自転車産業も同様に米国特許により米国自転車製造を支配したポープ・マニュファクチャリング・カンパニー(コネチカット州ハートフォード)は1900年時点には自転車以外の事業として自動車産業に参入し、タクシー用途の電気自動車製作販売を手がけた。ポープ社は特許力により米国自転車産業で成功したため、自動車産業においても特許による支配をおこなおうとしてセルデン特許を手に入れた会社である。
数百もの技術者、小規模業者が、自動車を実験的に製作していた。開花しようとしていた自動車産業に参入するため、さまざまな会社が地場の資本家から投資を求めていた。ミシガン南部もそういった地域のひとつだった。ミシガン南部はフリントを擁（よう）し、キャリッジやワゴンなど馬車の生産の中心地であったうえ、自動車のもうひとつの重要な要素であるエンジンの技術力が蓄積されていた地域だった。エンジンは定置型の動力として米国中西部の農場で広く普及し、また、船の動力としてモーターボートで使われていた。
この頃、スコットランド生まれのミシガン人デビッド・ダンパー・ビュイック(デビッド・ビュイック)がデトロイトで自動車製作を始めた。ビュイックは、水周り関連のバスタブやシンクでの鋳鉄ホーロー引きの技術で富を得、それを元手に1900年にガソリンエンジンを開発していた。ウォルター・マーやユージン・C・リチャードらを雇いビュイックは先進的な自動車を開発したが、技術志向の経営のため資金はすぐに尽き、出資者を変え何度も会社設立を繰り返していた。ブリスコー兄弟からの出資を受け1903年5月19日にビュイック・モーター・カンパニー(Buick Motor Company)となったが経営難は変わらず、ブリスコーは設立の年にフリントの3大馬車製造会社の1社であるフリント・ワゴン・ワークス(FWW)の経営者、ジェームズ・H・ホワイティングにビュイック社を売却してしまった。ホワイティングは馬車を追いかけようとしていた自動車に興味があった。後を受けたホワイティングはデトロイトからフリントへ会社を移し、1904年1月30日には「ビュイック・モーター・カンパニー・フリント」として新たに法人化。デビッド・ビュイックの車両はやっとビュイック初の量産車ビュイックB型として販売された。しかし、ホワイティングもビュイック自動車事業を軌道に乗せることはできなかった。製造されたビュイック車は1903年に16台、1904年に37台だった。デビッド・ビュイック、ウォルター・マー（ビュイック初の2気筒エンジンを製作した）経営陣と、ビュイックに投資していたウィリアム・パターソン（先のフリント・ロード・カートの車両生産元）ら後援者たちは資金不足を心配し、このままでは成功への望みは薄いと考えるようになった。
ホワイティングは出資していたフリントの銀行協会のメンバーとビュイック社を黒字にできる経営者としてデュラントに依頼することで意見が一致した。ホワイティングとデュラント＝ドートとは馬車事業では競争相手だったが互いの関係は友好的だった。地域の会合、食事会、催し物などでも友人として頻繁に会っていた。デュラントはビュイックを買う資金力も、販売の実力も持っていた。
ホワイティングからビュイック自動車製造を引き継いでくれるよう提案されたデュラントはこれに消極的だった。デュラントは自動車は危険なものと考えていた。娘のマージェリーが友人の家の車に乗ることを禁じていた。これは当時の自動車に対する世間一般の意識で、自動車に乗ることは勇気と覚悟を伴う行為とされていた時代だった。信頼性の面でも馬車に比べ劣っていた。頻繁に故障するため使いたいときに使えないことも多かった。しかも自動車（特にガソリン自動車）とは、「うるさく、臭いがひどく、動物が怖がる」という乗り物だった。事業家としてのデュラントは先進的なものに常に関心をもち、1902年には蒸気自動車やガソリン自動車にも試乗していたが、その時点では事業とするだけの魅力を感じなかった。自動車は金持ちの道楽と考えられていた時代だった。

### 考えを変える
デュラントがビュイック社経営に気持ちが動いた逸話が複数ある。
その1：
ニューヨークから帰ったデュラントのところに、マーがビュイック社をデュラントの馬車工場に乗りつけ、デュラントをドライブに誘ったがデュラントは車を見に出てくることもなかった。ダラス・ドートは興味をもち、マーにわずかの教えを受け運転ができるようになった。ドートは工場にもどって「でてこいよ、すごいぞ、運転できたぞ」と興奮しデュラントに報告したがデュラントはあいかわらず「関係ないね」といっただけだった。マーはあきらめず、その夕方も翌朝も車を乗りつけては何度もデュラントの家の前を通った。車自体ではなくマーの熱心さに打たれデュラントは乗車を承諾した。ビュイック社をデュラントに売ろうとしているのだと知ったのはこのときで、それまではマーが車を売ろうとしていると思いこんでいたのだった。（）
何かに片足を突っ込んだらすべてをやらないと気がすまない性格のデュラントは2か月間かけてビュイック車について研究をした。2気筒「バルブ＝イン＝ヘッド(valve-in-head (OHV))」エンジンを搭載したビュイック車を借りたが、いつでもことわれるようにと、ビュイック社から直接ではなかった。自身は技術力は全くないためアドバイスを受けながらミネソタ州のあらゆる道を走行し、壊れたら修理し、また乗るという試運転を続けた。へんぴな片田舎でエンジンがとまってしまい補修部品や燃料やオイルが手に入らないという当時の自動車旅行では当然のように起こった状況にも何度も遭遇した。こうして購入者が出会うであろう災難を味わったのち、デュラントは1904年11月1日にビュイック経営を引き受けることに合意した。(以上) 馬車会社の経営はドートにまかせ、デュラントはビュイック社総支配人（ゼネラルマネージャー）となった。ディビッド・ダンバー・ビュイックはビュイック社長を続けた。
その2：
フリント・ニューズ・アドバタイザー(Flint News-Advertiser)に50年後語られた話：「1904年夏、フリントの若い医師、ハーバート・ヒルズ(Herbert Hills)がデュラント夫妻と娘を、スコットランドから移民してきたビュイックという人が作った自動車に載せてドライブに誘った。ドライブ最中にデュラントが話すことは車の操縦と機械のことだけで、かなり興味をいだいたようだった。デュラントが後に『このドライブがビュイック総支配人になるという決定に影響した』と話をしてくれた。」と語った。

#### トリビア
1902年、デュラントの親類であるウィリアム・クラポ・オーレル(William Crapo Orrell)がウィントン車を売ったのがフリントでの中古車販売の最初だった。オーレルは1892年にデュラントやドートとともに、ウェブスター馬車会社を創設している。また、1905年にミシガン州が自動車登録を必須とする法令を施行した際、オーレルがフリントで最初のナンバープレートを取得したが、これはホワイト社製蒸気自動車だった。州では30番目だった。

### 資本の増強
ビュイック社資本はブリスコー兄弟の資本参加で7万5千ドルとなった後、ホワイティング資本に変わっても額には変更がなかった。デュラント＝ドートキャリッジ会社のトップだったデュラントの手元に来たビュイックを、デュラントは総支配人に就いた11月1日のその日に資本金30万ドルとし、さらに半月後の11月15日には50万ドルとした。このときデュラントは32万5千ドル分の株を持った。さらに1年もたたずに1,500万ドルに増資した。デュラント＝ドート社がビュイック大株主となったが、その一方で、デュラントの指揮の下（もと）で営業員が各家をまわり（自動車ではなく）「ビュイック株」を猛烈な勢いで販売した。デュラント自身もフリント近郊の人々に1日で50万ドル分の新株を販売した。事業説明書も用意せずアポイントもとらずに訪問したが、事業の将来の伸びを説得し、農家でも教師でも店員でも未亡人でも、買ってくれる人であればだれにでも株を分けた。デュラント＝ドートキャリッジ会社のトップとしてフリントの名士となっていたデュラントをフリントの人々は信頼し支援した。デュラントは工場を建て、生産設備を設置し、流通組織を整えた。やがてフリントだけでは資金調達がまかなえなくなり、デュラントはさらに遠方からの金銭的支援を求めるようになった。

### 成長
ビュイック社でのデュラントの方針は「信頼性ある車をより安価な中程度の価格で大量販売すること」であり、これは当時としては大胆なものだった。1904年のビュイックは1,250ドルで幌とヘッドライトは125ドルのオプションだった。これをデュラントは馬車販売網を利用し販売した。ビュイック社大株主のデュラント＝ドート・キャリッジ・カンパニーの馬車販売網を利用し、すでに形成されていた馬車の卸（おろし）と小売の国内販売網をそのまま自動車の販売網として活用した。デュラントはビュイックを多くの人に知ってもらうために時間と労力を費やし、大陸横断やレースなどのイベントによる宣伝にも努めた。レースでの宣伝活動では、ワイルド・ボブ・バーマン（Wild Bob Burman）らが活躍し、次いでルイス・シボレーが加わった。ルイス・シボレーは1905年のバンダービルトカップレースでバーニー・オールドフィールドを破り高名をはせた。ビュイックチームは1908年から1910年で優勝500回を数えた。ルイス・シボレーとアーサー・シボレー兄弟に出会ったデュラントがルイスをビュイックのレーサーとして、アーサーはデュラントの運転手として雇っていた。
このような努力の結果、つぶれかけていたビュイックは急成長した。デュラントは1905年1月にニューヨーク市で開催された第5回ナショナルオートモビルショー(National Automobile Show)にビュイックB型を出展し1,000台を超える契約を取り付けた()。1905年はガソリンエンジン車の方向性が明確になった年でもあった。それまで全部で53台しか製造されていなかったビュイックガソリン自動車が1905年には5000台も販売された。ビュイックは知名度を上げ販売はフォードと肩を並べた。フリント市北部とジャクソンには大規模な組立工場が建設され、フリントとジャクソンは西部金鉱のキャンプ地を思い起こさせるような賑わいを見せた。
1905年にはデュラントはジャクソンでデュラント＝ドート社の車輪製作子会社として設けて数年間使用されが当時遊休施設となっていた「インペリアル・ホイール(Imperial Wheel)社」の工場をビュイック社ジャクソン工場として操業を開始した。この年、22馬力のC型を定価1250ドルとして販売開始し、725台を売った。1906年には1400台となった。
カナダでもビュイックを販売した。1867年からMcLAUGHLIN Carriage Company of Oshawa (Ontario-Canada)で馬車製造販売をおこなっていたカナダのRSマクローリンと組んで1905年にカナダでのビュイック販売に乗り出した。RSマクローリンはGM経営権剥奪後にデュラントが手がけたシボレーでもシボレー・カナダでデュラントに協力し、デュラントGM復帰後はGMカナダ設立にも寄与し、GM役員となる人物。デュラントと最後まで交友を続けた数少ない生涯の友人だった。カナダとGMとの長い関係はRSマクローリンとデュラントとの交友に始まった。

### 対立
大量販売を目指すデュラントと車一台一台に丹精を込めたいデビッド・ビュイックは対立した。オールズとフォードに対するビュイックの差別化をパワーに求めていたデュラントは、オールズモーター社をやめたアーサー・C・メイソン(Arthur C. Mason)を、デビッド・ビュイックが社を去る以前から内緒で雇い、より強力なエンジンの開発をさせた。ビュイックのエンジンは毎分1800回転だったがメイソンのエンジンは毎分4000回転以上を出した。株主はデュラントに味方し、デビッド・ビュイックは1906年に52歳で自身の名前を残し会社を去った。その後のビュイックの成長やゼネラルモーターズの発展にはデビッド・ビュイックは全く関与しなかった。ビュイック社大株主の一人としての立場は認められていたデビッド・ビュイックは、デュラントがビュイックを発展させたおかげで資産家となった。しかし、その後も金に執着せずやりたいことをやり、財産は残さなかった。

### 4年目で全米第一位
ビュイック車は大量販売された。成功したビュイック車としてF型やG型、ビュイック10型といった2気筒モデルがある。1906年、売上高200万ドル、利益40万ドル、1907年、売上高420万ドル、利益110万ドル、1908年、売上高750万ドル、利益170万ドルとビュイック社は大成功した。デュラントはビュイック社の優先株の株主への配当を毎年おこなった。デュラントは、1908年までの4年間で、倒産寸前のビュイック社を当時世界最大規模の自動車メーカーとした。1907年はフォードN型で8423台を販売したフォードが世界1位の販売台数だったが、1908年にはビュイック車販売は8,820台(8487台や8847台とも)となり第1位となった。そのうち、新型「10型」の販売は4,002台だった。（1908年の他社自動車生産量はフォード：6181台、キャディラック：2380台であった。）こうしてデュラントは豊富な資金を得ることができ、次の目標に進むことができた。

### 垂直統合、GMへの布石
すでに馬車生産で垂直統合を先駆けておこなっていたデュラントは自動車でもその経験を生かした。車軸がエンジンと同じくらいに重要な構成部分であることを悟ったデュラントは、ニューヨークで車輪や車軸など足回り部分を製作していたチャールズ・スチュワート・モット(CSモット, 1875-1973)とその会社ウエストン＝モット・カンパニーをフリントに呼び寄せ、1905年にハミルトン農場跡の広大な敷地内のビュイック工場の隣に一大工場を設けた。GM創設後には、モットの工場はGMとの共同所有となり、CSモット自身はGM取締役兼バイスプレジデントとして、およそ60年間という長期にわたって役員を務めた。CSモットはまた、最後までデュラントと親交を保っていた数少ない生涯の友人の一人となった。
デュラントは、フランス人で以前は自転車競技で活躍し、当時ニューヨークの「チャンピオン・イグニッション・カンパニー(Champion Ignition Company)」でスパークプラグを製作していたアルバート・チャンピオンにも、フリントでの操業を要請し新たにデュラント全額出資(のち3/4とした)で同名の「チャンピオン・イグニッション・カンパニー(Champion Ignition Company)」をビュイック工場内に設立(1908年10月26日)している。（ニューヨークのチャンピオン・イグニッション・カンパニーは、1920年になって、フリントの会社を訴えたため、社名はイニシャルを使ってAC Spark Plug Companyに変更した。これは現在のACデルコにつながる。どちらの会社も現在に至るまでスパークプラグの主要企業である。）
当初は地元の業者に頼り、ついで実力ある部品会社を地元に招聘することで、ビュイックを強化したデュラントだったが、その枠組みをさらに大きくする考えを描くようになった。米国は1907年に金融恐慌となった。株価は1906年の半値近くまで下落し景気後退がさまざまな業界に影響を与えた。しかし米国自動車産業は他産業に比べその影響は軽微だった。しかもデュラントの関係していた会社はまったく影響を受けず、ビュイック社は1907年に前年の5割増し生産となった。フリントは恐慌の影響を受けない数少ない地域だった。この時期の米国では多くの地域で銀行が貸し出しを渋ったが、フリントの銀行からはデュラントはいままでと変わらずに現金を融通できた。ビュイック社は1908年には確固たる財務基盤を築いた。世間ではデュラントの名声がさらに高まり、デュラント自身も自分のやり方に自信を深めた。他の事業者もデュラントの考えに耳を傾け、デュラントの大きなビジョンに合流しようと考えるようになっていた。

### トリビア
1906年にデュラントは、フリント・ワゴン・ワークスの役員たちと、ホワイティング・モーター・カー・カンパニー(Whiting Motor Car Company)設立を計画した。これは新型4気筒車のビュイック10型の生産増を狙い、以前のミシガン州ジャクソンの工場で生産しようと設立企画した生産会社だった。これは実現せず、ビュイックはフリントでのみ生産された。「ジャクソンの以前のビュイック工場」とは1905年から6年にかけてビュイック車を生産した工場。ここでデュラントがデュラント＝ドート社車輪製作子会社「インペリアル・ホイール(Imperial Wheel)社」工場として数年間使用した。ビュイック生産立ち上げ時の1905年にすぐに使用するために建造し、インペリアル・ホイール社がビュイック車の車輪を生産した。
デュラントのビュイック投資としてフリント市北部のハミルトン農場跡地にビュイック工場を建設しこれを主力工場とした。ハミルトン農場はフリント・ワゴン・ワークスの道路を挟んだはす向かい。フリント・ワゴン・ワークスでも1903年から1908-9年までビュイックエンジンを生産した。そこではアーサー・C・メイソン(Arthur C. Mason)がエンジン工場長だった。メイソンは後にこのビュイック組立工場の隣にシボレー用大規模エンジン工場メイソン・モーター・カンパニー(Mason Motor Company)をデュラントと共に設立している。
フリント市街の古くなったビュイックエンジン工場はGM傘下のランドフル・トラック社(Randolph Truck)が使用し、後の1912年にGMはスターリング・モーター・カンパニー(Sterling Motor Company)に売却され、さらにその後、アーサー・メイソンのメイソン・モーター・カンパニーに売却された。メイソンはこのおかげで、それまで場所を借りていたフリント・ワゴン・ワークス内での操業からこの元ビュイック工場に移転することができた。
デュラントは1906年にビュイック工場をジャクソンに移転した際、旧ビュイック社工場をジャニーモーター社(Janney)とし軽量4気筒自動車ジャニー車を製作した。4台の試作ののち、会社はビュイックに吸収した。この試作はのちのビュイック車となった。

## モルガン商会との企業合同の模索 1908年
ビュイック事業を成功させたデュラントは、自動車産業界での企業トラストを目指して1908年9月16日にゼネラルモーターズ(GM)を創立した。これはデュラントがデュラント＝ドート・キャリッジ・カンパニーで成功した後に、数年間を過ごしていたニューヨーク市で目の当たりにした企業トラスト『USスチール』結成の自動車業界版を目論んだものだった。フォードによるT型フォードの発表と並び、このGM設立が、『1908年の自動車業界での2つの出来事』といわれる。しかし、デュラントの企業トラストへの夢は容易に実現したわけではなかった。ゼネラルモーターズ設立年の1908年に、デュラントはさまざまな企業合同を模索し、その流れの先にゼネラルモーターズがあった。
この年、GM創業を前にした1908年5月28日に、デュラントは鉄道員の娘キャサリン(Catherine Lederer)と再婚した。デュラントが47歳、キャサリンは25歳だった。キャサリンは、デュラントの最初の妻との間にもうけた娘マージェリーの友人であった。しかも、娘のマージェリーよりも年下だった。
USスチールで鉄鋼業界の絶対的支配を実現したモルガン商会は自動車産業へ覇権を伸ばそうと1908年に自動車業界の絶対的支配を目指す計画を企てた。当時の自動車製作会社とはその技術が一流であれば、数千ドルの資金で技術者自身が工場を立ち上げ会社を創業できた時代だった。これに「600もの自動車会社がありこれは自動車産業界にとって問題である」とウォールストリート（当時はモルガン商会と同義）が警鐘を鳴らした。「USスチールのような巨大な支配勢力が自動車産業界にできれば、投資家たちの先行きの不安を払拭できる。」
モルガンを中心として、はじめに、フォード、ビュイック、REO（レオ）、マックスウェル＝ブリスコーの4社連合が、ついで、ビュイック、マックスウェル＝ブリスコーの2社連合が画策されたがいずれも失敗に終わり、最終的に、デュラントは一人で企業連合を立ち上げることになった。

### 4社企業連合
モルガンのパートナーであるジョージ・W・パーキンズ(en)がマックスウェル＝ブリスコーのベンジャミン・ブリスコー(Benjamin Briscoe)に提案した。ブリスコーはモルガン商会から支援を受けていた。自身も同様の考えを心に抱いていたデュラントはブリスコーからジョージ・W・パーキンスの計画を聞いて話にのった。トラストを狙いトップ4社での株式交換による持株会社設立の画策だった。「自動車業界におけるUSスチールのような支配的な影響力を持つ一大企業連合を形成することを目的としていた」とブリスコーも後に述べている。
デュラントによれば、ブリスコーは、パッカード、ピアレス、ピアスアロー、スドッダード＝デイトン、ERトーマス、を含めたいと漠然と考えていた。「私は彼に正直にいった。その計画がうまくいくとは思えないな。私の意見としては、大規模すぎる、参加会社数が多すぎる、利害関係が入り組んでいて調停は大変だ。」デュラントは、もっと少ない数の自動車会社で、中程度の価格帯で量産できるような自動車会社で試みるように、とデトロイトのフォード・モーター・カンパニー、ランシングのレオ・モーター・カー・カンパニー、ビュイック、マックスウェル＝ブリスコーを提案した。フォードは世人の注目の渦中にあった。特にヘンリー・フォードが重要で、彼が先頭にいなければ隊列は進まないと主張した。
1908年時点での4大自動車会社は1907年にN型が好評で販売台数全米一位となったヘンリー・フォードのフォード、1908年に同じく一位となるデュラントのビュイック、そしてランサム・E・オールズのREO（レオ）、ベンジャミン・ブリスコーのマックスウェル＝ブリスコーだった。この4社が集まった。
第一回目の会合は1908年1月17日にデトロイトのペノウスコットビルディングで開かれた。ブリスコーがREオールズとフォードにそれぞれ事前に個別に会い、話をつけていた。フォード側はヘンリー・フォードとともにフォードの元で働いていたジェームズ・J・コウゼンズが出席した。コウゼンズはのちデトロイト市長を経て上院議員となる人物である。モルガンから提示された条件は、1)株式交換で行うこと、2)評価額はフォードが1000万ドル、REOが600万ドル、ビュイックが500万ドルで評価。これらに対して異論は出なかった。
ブリスコーは、4社の購買、技術、宣伝販売のそれぞれの部門を統合して、中央の委員会が全事業方針を支配すべきと説明した。デュラントは、ブリスコーの計画は問題を複雑にすると考えた。個別の会社内の運営での衝突は避けるべきと感じていた。デュラントが求めていたものは持株会社だった。これを聞いて、ブリスコーは南軍と北軍にたとえて「デュラントは州の権限(states' rights)を要求する。私は連邦(union)を要求する」といった。一般的な会話以上のことが話し合われたが、ヘンリー・フォードだけは静かだった。
一週間後の1月24日から25日にかけて二回目の会合がニューヨークの法律事務所ウォード・ヘイデン＆サタリーを会場とし、ハーバート・サタリー(Herbert Satterlee)を交（まじ）えて開始された。モルガンからの資金提供を受けていたベンジャミン・ブリスコーは交渉の実務をサタリーに頼むのが適切と考えていた。（のちにブリスコーは「フォードの推薦する弁護士を使っていたなら事の成り行きは違っていただろう」とコメントしている。）サタリーはのちにJ. P. モルガンの長女と結婚しモルガン家の一員となった人物で、モルガンの意向、つまり金融界の意向を代表していた。
フォード側は、この時点で、「トラストを結成することで価格を上げることを考えているのではないか。フォードは価格を下げて大衆のためのユニバーサルカーとなることのみに興味がある」と発言した。多くの合併が製品価格の上昇を目的としているとフォードは感じていた。しかし、フォードは価格を可能な限り最低レベルに維持し、安価な輸送手段として大量に使ってもらえるようにしたいと思っていた。
5月11日ニューヨーク、5月末にも会議が開かれた。ブリスコーの議事録では、「フォードを代表したコウゼンズ(Couzens)とレオ社のREオールズはそれぞれ現金300万ドルとの交換を要求し、モルガンがこれを断ったため、話はまとまらなかった。フォード側は単なる株式交換は望まず現金300万ドルでの売却を希望し、ヘンリー・フォードがGM株主になってGMに縛られるのではなく、手にする現金によって自身が再び一から新会社を設立し独自の活動ができる道を主張した。これを聞いたREオールズはREOも同じく300万ドルの現金を希望すると主張した。デュラントは「株式交換でも現金による買収でも、いずれにしてもフォードやREOが手に入るのであれば安い買い物だ」と考えた。しかしモルガン側は2社合わせて現金600万ドルを賭けるまでのこととは考えなかった。N型である程度の評価を得ていたがT型は発表したばかりでまだ販売に至っていないフォードは世の中一般にはまだそれほどの評価を得ていなかった。モルガンが降り、話し合いは決裂した。この当時のモルガンは、自動車産業界支配のための600万ドル投資を惜しんだのだった。」デュラントの議事録では「具体的な額の提示はなかった」とされている。

### 2社企業連合
次いでデュラントはブリスコーとの2社合併を考えた。1908年6月末までにはほとんど合意に達していた。資金援助は特にジョージ・パーキンスが中心となった。会社名はUnited Motors Companyを予定していた。「United Motors Company設立証書(基本定款)は滞りなく申請され、予測できないことが起こらない限り、株式は数日中に発行可能となる予定」とまで準備されていた。ユナイテッドモーターズの株式の配布との名義書換のためにビュイック株を用意しておく準備も整っていた。
7月3日にはフリントジャーナルがビュイックとマックスウェル＝ブリスコーの合併のうわさを記事とし、デュラントが新合併会社の総支配人(general manager)となると書かれていた。
7月になって、当初United Motors Companyとされていた社名は、「インターナショナル・モーター・カー・カンパニー(International Motor Car Company)」とされた。パーキンズがすでに関わっていた他の会社がインターナショナルを社名につけていたためだった。ジョージ・W・パーキンズはインターナショナル・ハーベスターの設立の中心人物であり、またUSスチールの役員でもあった。

### オールズモーター
一方、ビュイックの事業は沸いていた。販売需要も増加し、生産は日増しに忙しくなった。日々、追加がフリント工場で生産された。デュラントは夜遅くまでフリントで働いた。同時にニューヨークでの合併の話し合いも参加し、成功裡な交渉とすべくがんばっていた。この期に、デュラントはこの合併にオールズモーターワークスを交えることに決めた。デュラントは、オールズモビルについては「アメリカの自動車創成期から操業している有名な自動車会社のひとつだが現在は困難に直面している」というほどのことしか知らなかった。
オールズモーターワークスは1899年、REオールズの初期の会社だった。ランサム・オールズが銅富豪のSLスミスの資金援助を得て設立し、デトロイトに工場を建てた。1901年に火事に遭い、すぐに建て直された。1901年にはカーブドダッシュ・ラナバウトが425台作られた。つづく4年間は年5000台以上を販売した。ランサム・オールズは1904年にスミスの息子、フレデリック・L・スミス(フレッド・スミス)とアンガス・スミスとの論争のため、社を去った。その後のオールズモーターワークスは坂を転げ落ちた。もっと凝ったモデルを出したが評判とはならなかった。生産台数は1904年に5000台だったが1908年には1055台となり苦境に陥っていた。
フレッド・スミスの話は以下の通り。「デュラントがある真夜中にランシングを訪れ、オールズのスタッフを起こした。午前3時にはオールズ工場内を15分間のツアーでギャロップして見て回った。その後、明け方までオールズ売却について話しあった。ビュイックとマックスウェル＝ブリスコーが合併した後にこれに加わるという計画とした。」スミス家はモルガンが資金援助していることに興奮し、この事業に参加することに同意した。7月21日、フレッド・スミスはデュラントに手紙で合意を伝え、オールズ株4分の3を出すとした。デュラントは2社合併後のオールズ・モーター社買収までを視野に入れた。
フレッド・スミスは、ALAMを主導した人物の一人で、セルデン特許でヘンリー・フォードと法廷闘争を続けた中心人物である。

### 決裂
その後、パーキンスとデュラントはパーキンスが用意したニューヨーク＝シカゴ間の列車上の特別客室で話合いをもった。彼らが直接話し合ったのは初めてだった。デュラントは両者合併の資本金を150万ドルと見積もったがモルガンのパーキンズは渋々50万ドルだけ新株引き受けに応じただけだった。このとき、デュラントが「自動車は年産50万台となる」とパーキンズに語ったが、保守的な金融界のパーキンズにとってこれは大風呂敷としか思えず、「デュラントは分別のない人物」という印象をもった。一方のデュラントは現金を出さないモルガンを非難した。
その後、デュラントはニューヨークのサタリーの事務所を訪れ、カーティス・R・ハザウェイと会った。事務所の若い弁護士で、GM設立後に財務担当役員になる人物である。ハザウェイがデュラントをモルガンの弁護士フランシス・リンデ・ステットソン(Francis Lynde Stetsonの事務所へ案内した。ステットソンは「モルガンの司法長官」とよばれていた辣腕（らつわん）顧問弁護士だった。話し合いは穏やかにはじまったが、途中からステットソンがデュラントのビュイック株主代表権に対し嫌疑をかけた。これに加えて「合併合議開催中にもかかわらずデュラント(あるいはデュラントの周囲の株主の誰か)がモルガンを通さずに個別の株売買をおこなったことはモルガンに対する背信行為となる」と主張した。デュラントにはこのステットソンの主張によってモルガンの企業合同に対する考えが「株価の最大化を狙う利食い目的での投資」のみにあり、個別の会社や自動車産業のあるべき姿を考えているわけではないと映った。
この時デュラントがモルガンにあたえた印象は以降のGM経営においてもその金策に影響をおよぼした。
1908年7月31日付けニューヨークタイムズ に「自動車業界で初めての大コンビネーション計画が進行中であるが、同計画によると、この企業合同で設立される新会社名はインターナショナル・モーター・カー・カンパニー。農業コングロマリットのインターナショナル・ハーベスター社と、同資本系列のインターナショナル・マーカンタイル・マリン社が資本参加する。」と掲載された。「資本2500万ドルで内訳は普通株1100万ドル、優先株1400万ドル。ビュイックとマックスウェル＝ブリスコーが最初に合併し、続いていくつかが合併に加わる。モルガン企業の幾人かが参加し、銀行自体はこの取引に直接は参画していない。合併は9月までに事業開始の予定。」情報ソースに関しての記述はない。小さなコラムものだったが、事実をかなり正しく反映した踏み込んだ内容だった。
ブリスコーは8月4日にニューヨークに戻り、モルガンの状況を知って驚いた。モルガンは混乱状態だったとデュラントに書き送った。8月末にはモルガンとデュラントは袂を分かった。

## ゼネラル・モーターズ・カンパニー(ニュージャージー)

### 単独企業連合
デュラントとブリスコーはそれぞれ単独で企業連合を遂行することになった。
ブリスコーはインターナショナル・モーター・カー・カンパニーを「ユナイテッド・ステーツ・モーター・カンパニー(United States Motor Company:USMC)」として設立し、それまでの自身の会社マックスウェル＝ブリスコー社を傘下にいれた。ユナイテッド・ステーツ・モーター・カンパニーはマックスウェル・モーター・カンパニーを経てのちにクライスラーにつながる会社である。
デュラントはオールズモビルの買収話を続けながらサタリーとモルガンに再び支援を請った。「オールズモビルが乗ってくるのであれば」とモルガン側もこの時点ではデュラントを信用し、サタリーが会社設立書を起こした。
一方デュラントはパーキンスの推奨した会社名インターナショナル・モーターズ・カンパニーはもう使えないだろうと、新社名を考えた。そこで、合併時の名称を考えていたときに作ったリストを眺め返して、再び思慮することとなった。「ゼネラル・モーターズ・カンパニー(General Motors Company)」が浮上してきた。
設立6日前の1908年9月10日にサタリーの事務所から了承の連絡がきた。そこには、「私たちは'United Motors Company'を使用したかったが'United Motor Car Company' という会社がすでにアメリカ合衆国にはある。'General Motors Company'なら使えると確認した。」とあった。
1908年9月16日、デュラントは、フリントの銀行「シチズンズ・バンク」から借りた 資本金2000ドルでニュージャージー州にゼネラル・モーターズ(GM)を法人登記した。法律上の書類上ではニュージャージー州トレントンの企業として設立されたが実質上の本社はミシガン州フリントに置いた。会社の住所をミシガンではなくニュージャージーとしたのはデュラントの意図で、ニュージャージーの法律では発行する株式数に対して実際の資産による制限が課せられなかったからである。当初の資本金はわずか2000ドル、設立はしばらくは内密にという申し合わせで、ゼネラルモーターズ設立はフリント以外では全く話題にならなかった。設立後12日目の9月28日にデュラントは資本のベースとなる現金を1250万ドルに膨らませた。16日の設立時には持株会社GMに傘下企業はひとつもなく、1908年9月29日（10月1日とも）にビュイック社を買収し最初の傘下企業とした。ビュイック社の向かいでボディ製作をしていたWFスチュワート社も買収し、リースでビュイック社に貸した。つづく11月12日にサミュエル・スミス(Samuel L. Smith)からミシガン州ランシングのオールズ・モーター・ワークス（オールズモビル）を買収した。サミュエル・スミスが仕切っていたオールズモビルは大きな借金にあえいでいたため、スミスはオールズモビルの20万株の4分の3を、新会社の株と1対1で交換することに合意した。
この段階で自動車産業界で大きな動きが起こり始めていることがフリントの外部にも知られ始めた。ゼネラルモーターズが報じられたのは12月28日付で、ニューヨークタイムズでは、「熟考の上の卓越した低価格車のための合併」と報じられた。12月30日付のホースレスエイジ誌も報じた。オールズ買収が明らかになったためであった。年明けの1909年1月20日にミシガン州ポンティアックのオークランド社の株半数をGMが購入し、GMの動きは要注目とされた。1909年7月29日にミシガン州デトロイトのキャディラックを550万ドルで買収。夏にオークランド創業者エドワード・マーフィー(Edward Murphy)が亡くなり、オークランド全株をGMが取得した。
持株会社GM傘下となった企業に対する組織変更はまったくなく、以前同様の自主的な経営をおこなった。GMの実権はデュラントにあったが社長の座にはつかなかった。GMの初代社長はジョージ・E・ダニエルズで在任期間は1か月弱(1908年9月22日から10月20日)。この期間にはデュラントは経営陣としても名前を載せなかった。10月20日にはジャクソン地区における有力な事業家であるウィリアム・M・イートンが2代目社長となり1910年11月23日までの約2年間在任した。デュラントが創業者であり組織の実質的な長であったが10月20日の役員改変でデュラントは社長ではなくヴァイスプレジデント（役員）となった。社長とならなかったのは実質的な活動に時間を割くためであった。このとき、トレジャラーとして財務担当役員となったCRハザウェイ（セクレタリーも兼任）はモルガン系であるサタリーの事務所に属していた。

#### トラスト
デュラントは合計25社をグループ企業とした。その内訳は自動車メーカー11、照明機器メーカー2、自動車部品メーカー・関連メーカー12だった。
最初の2年で、デュラントは30社をGMに組み入れた。そのうち自動車メーカーは11社あった。デュラントは最終的に13の自動車メーカー、部品メーカー、アクセサリーメーカーを買収し組み入れた。デュラントの会社経営はそれぞれに任せる分権型であり、意思決定を一元化しようとしたヘンリー・フォードとは対照的であった。しかし親会社GMに利益をもたらしていたのはビュイック社とキャディラック社のみであり、特にビュイック社の利益で他の子会社が存続できていたというのが経営の実態だった。
デュラントが買収した会社には以下のような会社がある。1909年には、のちにACスパークプラグになりACデルコに統合されることになるチャンピオン・イグニッション・カンパニー(Champion Ignition Company)がGM傘下となる。ミシガン州ポンティアックのラピッド・モーター・ビークル・カンパニー(Rapid Motor Vehicle Company)、ミシガン州Owossoのリライアンス・モーター・トラック・カンパニー(Reliance Motor Truck Co.)。後2社は1911年にGMトラックとなる。無段変速機の技術であるフリクションドライブ技術を保有していたバイロン・J・カーターの「カーターカー・モーターカー・カンパニー(Cartercar Motorcar Company)」も買収した。キャディラックでのセルモーター開発の契機となったのはヘンリー・リーランドが友人バイロン・J・カーターの死を悲しんでのことだった。
さらにトーマス・フライヤーなどで有名なERトーマス社(E. R. Thomas Motor Car Co.,)とフォード社もデュラントの買収対象だった。デュラントは「950万ドルでならフォードを売る」としたフォードの合意を得てフォード社買収寸前までいったが、フォード社から提示された買収資金950万ドルは土壇場で銀行に拒否され実現しなかった。この時点でも金融界はフォード社に対する(当時の)950万ドルはいまだリスクとみていた。（フォードにしてみれば950万ドルあれば新たな会社を一から作れるとの確信を持っての合意だった。）

#### フォード買収画策
1909年にフォード・モーター・カンパニーを950万で買収する寸前までいった。ヘンリー・フォード、およびフォードのブレーンだったカナダ出身のコウゼンズ（のちデトロイト市長、上院議員）とニューヨークのベルモントホテルで会った。ヘンリー・フォードは腰痛のため話はコウゼンズとおこなわれた。48時間以内という条件で現金950万ドルを用意しフォード社を売却するという内容で合意した。
この売却タイミングは、フォードがALAMと訴訟で争っていたセルデン特許問題が一旦結審し、ALAM側が勝訴していたという事情もあった。T型フォードは前年の1908年10月に発売され1万台を売り上げていたが、この時点ではまだT型のみへの集中ではなく、他のモデルも製作していた。この時点のフォードはまだそれほど高くは評価されていなかった。その当時の米国市民が世界に誇った自動車は、1908年におこなわれた世界初の世界周遊レースニューヨーク＝パリ間レースで健闘したトーマス・フライヤー(Thomas Flyer)だった。日本も通過したこのレースでは、ドイツが最初にゴールしたが、コースを正しくたどらなかったために、判定後、アメリカ優勝となった。
1909年10月26日にデュラントはGM役員を招集した。この買収には48時間の猶予が与えられた。ところが、最終的に銀行が話から手を引き、デュラントはフォードの要求する金額を用意することが出来なかった。ヘンリー・フォードはフォード社で事業をつづけた。
当時の自動車会社で今日まで名前が残る会社の多くはメカニックやクラフトマン（現代のエンジニア）と呼ばれる人が創業していたがデュラントのGMは異なった。技術者でないデュラントはヘンリー・フォードの技術者としての能力と自動車産業に対する考え方を高く評価し、フォード社購入だけでなくヘンリー・フォード自身がデュラントの元で働くことを希望した。ヘンリー・フォード自身は会社を売ってまた一からはじめればいいと考えていた。ここでこの目的を達成できなかったデュラントは、この数年後にシボレー社でヘンリー・フォードに挑んだ。
この話は1927年1月に、GMの広報担当だったマクマナス(Theodore F. McManus)の著"The Sword Arm of Business"で800万ドルの取引として初めて明らかにされた。現金200万ドルを頭金とした現金800万ドルという条件。しかしGMの公式資料ではこの額を950万ドルとしている。

### GM創設期傘下企業
現金にこだわらない大小さまざまな業者とは株式交換で事業を買収した。2年のうちにGMは自動車工場と部品工場をあわせて25社も擁するようになった。10の自動車ブランドで米国での自動車生産の2割以上を占めた。デュラントはさらに拡大に向かって猛進した。
デュラントは、1）多様な顧客層への販売、2）リスク分散と一定の業績、3）統合生産、を経営の3つの柱としていた。
傘下企業一覧
- 1908年
  - ビュイック・モーター・カンパニー(Buick Motor Car Company)：1908年9月29日、デュラントはビュイック普通株18870株、優先株1130株を一株150ドルでゼネラルモーターズとして購入。3分の2をGM優先株、3分の1をGM普通株とした。ビュイックの所有していたボディ工場のWFスチュワートカンパニーはGMが直接買い上げ、子会社となったビュイック社にGMがリースで貸し出した。
  - オールズ・モーター・ワークス(Olds Motor Works)：デュラントが個人で75%を買収し、その後GMに株を売却した。1908年10月22日にはじまり、オールズエンジンを製作していたSeager・エンジン・ワークス(Seager Engine Works、旧オールズ・ガスエンジン・ワークス)の買収が1909年9月に完了しオールズ関連企業群の買収が完了。
  - オークランド・モーター(Oakland Motor Car Company)：ミシガン州ポンティアック(en) のちのポンティアック。
  - キャディラック・モーター・カー・カンパニー(Cadillac Motor Car Company) デトロイト
  - WFスチュワート・カンパニーの自動車車体工場(W.F. Stewart Company) 車体製造 フリント北部ビュイック工場脇 [32]
  - ウエストン＝モット・カンパニー(Weston-Mott Company) 49%を1909年に取得。完全子会社化はデュラントが経営権剥奪後の1913年。ホイールおよび車軸製造。自転車用タイヤで1900年に創業し自動車用タイヤに転換。1903年から社長となっていたチャールズ・スチュワート・モット(CSモット)は1913年まで務めた。1906年にフリントに移転[33]。
  - レーニア・モーター・カンパニー(Rainier Motor Co., ミシガン州サギノー) (1905 - 1911)
  - ラピッド・モーター・ビークル(Rapid Motor Vehicle Company) (トラック1902-1909) デトロイト
  - 上記2社は1909年に合併しGMトラック社(General Motors Truck Company)となった。1996年からGMCとなっている。（1909-1996はGeneral Motors Truck Company。1996-現在 GMC）
- 1909年
  - エルモア・マニュファクチャリング・カンパニー(Elmore Manufacturing Company) 60万ドルで買収。
  - アーウィング・オートモービル・カンパニー(Ewing Automobile Company) オハイオ州ジェニーバ
  - ウェルチ・モーター・カー・カンパニー(Welch Motor Car Co., Pontiac, Mich.) 大型高級車([29])6月3日
  - ウェルチ＝デトロイト(Welch Company of Detroit) 小型経済車
  - カーターカー・モーターカー・カンパニー(Cartercar Company)：バイロン・J・カーターのフリクションドライブ(CVT)が特長の乗用車
  - リライアンス・モーター・トラック(Reliance Motor Truck Company) (トラック)ミシガン州オウォッソ のちGeneral Motors Truck Company。
  - ノースウェイ・モーター・アンド・マニュファクチャリング(Northway Motor and Manufacturing Company)乗用車とトラックのエンジン/トランスミッションなどの製造
  - ダウ・リム・カンパニー(Dow Rim Company): ホイール(WHEEL RIMS) ニューヨーク 1909年11月27日 2万8千ドルGM優先株と2万ドル手形との交換。アレグザンダー・ダウは株式交換ではなく手形を選択した。株式はのちに高値をつけたがダウ・リム株は1911年に紙切れとなった。
  - Randolph Motor Car Company
- 1910年
  - ミシガン・モーター・キャスティングス (Michigan Motor Castings Company) エンジン/トランスミッション/ギア
  - ジャクソン＝チャーチ＝ウィルコックス (Jackson-Church-Wilcox) ビュイックの部品製造(ミシガン州サギノー) [34]
  - ヒーニー・ランプ社(Heany Lamp Company) 自動車用ランプ
  - ヒーニー・エレクトリック社(Heany Electric Company) 自動車用ランプ
  - ティップレス・ランプ社Tipless Lamp Company 自動車用ランプ
  - ノヴェルティ・インカンデセント・ランプ社Novelty Incandescent Lamp Company(NILCO) 自動車用ランプ
  - チャンピオン・イグニッション(Champion Ignition Company) ニューヨークからアルバート・チャンピオンを呼び寄せ1908年10月26日にデュラント100%出資で設立したスパークプラグ製造会社。のち25%をアルバート・チャンピオンらに譲渡。GM統合後ACスパークプラグ・カンパニーとした。

さらにマックスウェル＝ブリスコー、ユナイテッド・モーターズ・カンパニー、ランスデン・エレクトリックにも資本を入れていた。ERトーマスとフォードは買収には至らなかった。
1909年にはマルケット・モーター(MARQUETTE MOTOR)をミシガン州サギノーに設立。当初はレーニア車製造とウェルチ＝デトロイト用パーツ製造のため。
- 不明
  - ミシガン・オート・パーツ・カンパニー (Michigan Auto Parts Company)
  - ベッドフォード・モーターズ 英国(Bedford Motors, Limited, of London)
  - マクローリン・モーター・カー・カンパニー (McLaughlin Motor Car Company, Oshawa, Canada)

### 経営状況
1909年9月30日には1910年度利益が1200万ドルとなる予定で、500パーセントの配当を予定していると報じられた。
ビュイック社でも高い成長率と利益率を維持していたが、デュラントはさらに「製品ラインの拡張と企業買収を通して組織力を高めたい」と考えた。生産手法でも時代の先端を走っていた。他社の製造した部品をただ組み立てるのが当時の自動車会社だったが、デュラントは統合生産を視野に入れて、早くから中核となる部品メーカーを取り込み、部品の自社生産を推進した。
1910年7月29日には、第一バイスプレジデント兼取締役会会長(First Vice President and Chairman of the Executive Committee of the Board of Directors of the General Motors Company)としてデュラントが業績予想を発表している。()
1910年3月31日の期末時のGM子会社状況。
- 子会社名：販売台数：親会社GMへのロイヤルティ
- ビュイック 6478台、66,154ドル
- キャディラック 2581台、35,284ドル
- オールズモビル 491台、13,467ドル
- オークランド 971台、11,556ドル
- エルモア 310台、4,670ドル
- カーターカー 250台、2,651ドル
- ラピッド 98台、1,686ドル
- ウェルチ＝デトロイト 39台、998ドル
- リライアンス 35台、972ドル
- マルケットモーター 22台、352ドル
- 全11,545台、13万7793ドル

### GM創設時のトリビア
新聞記者出身で初期のGMに属しGMの広告宣伝を担当したマクマナスが1930年の自著で「1908年9月16日のニューヨークタイムス誌にはGM設立はまったく記事にされず、紙面には以下のような記事が掲載されていた」と紹介している。
- 大統領のセオドア・ルーズベルトがニューヨーク州知事選挙で当選したチャールズ・エヴァンズ・ヒューズに気をよくした記事[37] や、そのルーズベルトを訪れようとしたマイク・ドノバンがセオドア・ルーズベルトの本を書くと言ったという記事[38]。
- セントラルパークで12月16日以前にチェーンを使用した運転者を逮捕した市当局に対し、「法はその使用を禁じていない」と法廷が裁定をおこなった。
- ビジネス面のトップ記事ではホワイト・スター・ライン社が世界最大の蒸気船を建造開始したと掲載した。オリンピック号とタイタニック号である[39]。
- ニュージャージー州ではウィルバー・ライトがフランスのルマンで39分の滞空時間を記録しそれまでの記録である26分を更新した。
- ジャック・ジョンソンとトミー・バーンズが対戦する重量級世界選手権はオーストラリアのシドニーで戦うことが合意された。

ゼネラル・モーターズ・カンパニーの設立書はフリントにあるアーサー・G・ビショップの食堂のテーブルで署名された。書面はデュラントがニュージャージーのハドソンカウンティに持っていき、最終的な確認がなされた。
アーサー・G・ビショップ(Arthur G. Bishop：1851-1944)はシチズンズ・ナショナル・バンク(Citizens' National Bank)からジェネシーカウンティ・セービングバンク(Genesee County Savings Bank)に移り1912年には頭取となった人物。1905年にCSモットのフリント移転を支援し、同年ビュイック役員となった。デュラントがGMに復帰した1915年にGM取締役となりデュラント以降も1944年まで務めた。
母方の祖父でミシガン州知事を務めたヘンリーの義理の息子John Orrellとヘンリーの息子ウィリアム・ウォレス・クラポ(William Wallace Crapo)はジェネシーカウンティ・セービングバンク設立時の取締役だった。ジョン・オーレル(John Orrell)の息子のウィリアム・クラポ・オーレル(William Crapo Orrell)もこの銀行の役員を長期に務めた。
Flint and Pere Marquette RailroadはPere Marquette syndicateに売却されるまでWilliam Wallace Crapo(WW Crapo)が社長を務めた。

### 経営権剥奪
1909年初頭にGM創業が世間に知られるようになると、マスコミはこれを『デュラントの愚行("Durant's folly")』と揶揄したが、GMは1910年には自動車販売で3400万ドルを売り上げ、1050万ドルの営業利益を計上し、これで悪評は払拭された。しかし、それもつかの間だった。楽観的な拡大策は現金不足を生み出し、銀行が経営に手を出すこととなった。
1910年はキャディラックがセダンタイプの車をはじめて米国で登場させた年だった。この年のゼネラルモーターズの市場占有率は22%となり、全米の2割を占めた。ビュイックとキャディラック以外の傘下企業はGMの企業経営に貢献しなかった。GMは財務危機となり、1910年9月にはデュラントが経営権を失った。
買収が会社に打撃を与えた典型的な例として1910年のヒーニー・エレクトリック(Heany Electric Co.,)がある。ジョン・アルバート・ヒーニーの電球バルブの特許とその会社を買収した取引で、買収後に、この特許に対してゼネラルエレクトリック社(GE)から訴えを起こされた。しかも、訴訟中に書類偽造で追訴された。ヒーニー自身は無罪となったが、彼の周囲の関係者が有罪となった。ヒーニー買収にはビュイックとオールズの合計額以上の資金を投入したため、デュラントの買収対象選択眼に対する信頼が揺らいだ。この事件でGMは多額の金を失い、GMの財務基盤を弱めデュラント追放の大きな要因となった。
この後東部の銀行グループがデュラントの尻拭いをおこなった。
1500万ドルの負債を抱えたデュラントは改善計画を銀行に提案したが、ボストンのファースト・ナショナル・バンクを中心に集まった銀行はデュラント案を却下した。銀行はGMの復活はありえないと考えGM清算を考えていたが、そのとき欧州にいたヘンリー・リーランドに代わり、息子のウィルフレッドが説得にあたり、銀行は大量の株式を保有して自らが中心となり取締役会を仕切る形でGMを建て直す方針に変更した。このときの銀行にはボストンのリー・ヒギンソン銀行、ニューヨークのチェイス・ナショナル銀行、コンチネンタル銀行があった
「リー・ヒギンソン＆カンパニー(ボストン、Lee, Higginson and Company)とJ&Wセリグマン・カンパニー(J. and W. Seligman and Company)」はGMを「議決権信託」(voting-trust - 株主の権利から議決権だけを分離し信託する)の管理下に置き、銀行家が持株会社(GM)の議決権の5分の4を保持することを認めさせた。5人が共同経営（議決権の信託を引き受けた者）することとなり、デュラントはその共同経営者の1人となった。他の4人は銀行側の代表であり、デュラントが経営に采配を振ることは事実上できなかった。デュラントがGMを創業して2年しかたっていなかった。デュラントはGM主要株主の地位も保証され、取締役会（ディレクター）の役員およびバイスプレジデントとして留まっていたが実質上の経営権は剥奪された。
「議決権信託」により、GMは現金1275万ドルを借り入れ、社債1500万ドル分を発行し5年での償却期間とするという大変厳しい条件だった。このとき社債の購入者に対しGMの普通株式が同時に与えられた。これが、のちにデュラントがGMに復帰できる道具となった。()

### 第二期GM
GM社長として指名されたのはリー・ヒギンソン＆カンパニー(ボストン)のジェームズ・J・ストロウ(James J. Storrow: -1926)で、財務専門家が社長となった。ストロウは11月23日から翌年1月26日までの2か月間弱を暫定的に社長を務めた。ついでトーマス・ニールが2代目社長となった。
経営権がなくなったデュラントだったが、GMの財務委員会長をその後一年間(1911年11月11日まで)務めている。デュラントが就いていたビュイック社長の後任にはチャールズ・ナッシュ(Charles W. Nash)が就いた。ナッシュ」はデュラント＝ドート時代からデュラントの有能な片腕だった。これはデュラントの推薦をストロウが採用した人事であり、新経営陣からデュラントのすべてが否定されていたわけではないことを物語っている。ナッシュはビュイック社長としての功績を認められ1912年11月19日にはGM5代目社長を任された。ナッシュの椅子だったGMの経営の軸であったビュイック社社長後任にはウォルター・P・クライスラーが就いた。銀行を中心とした堅実な経営方針とそれを着実に実行したナッシュにより拡大一辺倒だったGMの事業は整理され、社内管理は強化され、GMは会社として安定した運営がなされるようになった。自動車ブランドはビュイック、キャディラック、GMトラック、オークランド、オールズモビルだけとなった。
ストロウは、アメリカン鉄道の役員も兼ねていたため、この縁でアメリカン鉄道にいたWPクライスラーをナッシュに紹介していた。

## GM外での起業とシボレーによる逆買収
デュラントは自動車産業の舞台から降りなかった。GM経営に手を出せなくなったがデュラントはGMバイスプレジデントの立場は不変で、またGMの主要株主でもありつづけられた。しかも、これに満足することなく、1910年末から1914年にかけて、個人として数々の自動車会社をGMとは別に創業した。新規事業は銀行管理下のGMでは行うことができなかったことも理由のひとつだったが、これがデュラントのGM復権に大きな役割を果たした。
デュラントの創業した会社にはメイソン・モーター・カンパニー(Mason Motor Company)、リトル・モーター・カンパニー(Little Motor Company)、シボレー・モーター・カンパニー・オブ・ミシガン(Chevrolet Motor Company of Michigan)、リパブリック・モーター・カンパニー(Republic Motor Company)、スターリング・モーター・カンパニー(Sterling Motor Company)、モンロー・モーター・カンパニー(Monroe Motor Company)、シボレー・モーター・カンパニー・オブ・デラウェアがある。デュラントは自身のGM株を売却して資金を得ることも、また、GM株を購入することも自由にできた。デュポンと組んでシボレー・モーター・カンパニー・オブ・デラウェアをGMの親会社とした。GM外でのデュラントの活動は他のGM経営陣にもオープンにされており、GM経営陣はGMに対する脅威と見ることなくデュラントの活動を容認していた。デュラントは一連の活動を最後はシボレー社に集約しこれをテコに銀行の5年間のGM管理が切れるタイミングに狙いを定めてGMへの復活を果たした。

### メイソン社
メイソン・モーター・カンパニー(Mason Motor Company:1911-1917)は1911年7月31日にチャールズ・アーサー・C・メイソン(Arthur Mason)とデュラントによって設立された会社で、設立発起人としての署名は、メイソン、チャールズ・バーン、チャールズ・E・ウェザラルド。メイソンは、ビュイックのエンジン・スペシャリストだったがすでに独立していた。メイソン・モーターではリトル車とシボレー車のエンジンおよびトランスミッションを製作した。メイソン社は当初フリント・ワゴン・ワークス(FWW)の敷地内で操業し、ついで隣接するビュイック社旧エンジン工場に移転し操業をつづけた。（ビュイック社とリトル社(旧FWW)とメイソン社は同じ工場群だった。）
1913年にメイソン社がシボレー社傘下となり、デュラントGM復権後の1916年に、シボレー社に吸収された。

### リトル社
1911年の夏ごろには、デュラントは、フリントの友人たちを訪ね後にシボレーとなる新会社への出資を説き廻っていた。フリント・ワゴン・ワークス(FWW)の経営者たちは7年前のビュイックの記憶から、デュラントがもたらしてくれるであろう新たな機会に意欲を示した。FWWの新社長チャールズ・ベゴーレ(CM Begole)と会計担当バレンジャーの具体案(1911年9月13日)により、1911年10月12日にフリント・ワゴン・ワークス(FWW)を負債引受を条件として10ドルで買収した。この負債への充当としてベゴーレとバレンジャー個人からリトル社が1200万ドルを借り入れているのがデュラントらしいやり方だった。
デュラントは、FWWの財産、商品、動産すべてを引き継いだ会社リトル・モーター・カー・カンパニー(Little Motor Car Company)を1911年10月30日に設立した。社長にはビュイック時代の工場総支配人ウィリアム・H・リトル(ビル・リトル)が就き、リトル、ベゴーレ、バレンジャーの三人が設立発起人となった。買収したFWW資産にはFWWが1909年にはじめた自動車部門ホワイティング・モーター・カー・カンパニーの資産も含まれていた。ホワイティングではWhiting 20を1909年秋から1911年6月末まで生産し、その改良型のWhiting 22を1912年型として1911年夏から生産していた。
リトル社設立当日に、リトル・フォーを発表した。セルフスターターと電気ライトがついて650ドルだった。この1912年型リトル・フォーはWhiting 22（ホワイティング・ラナバウト）のシャーシにフランス風の新型ボディを載せ洗練させたもので、組立は1912年1月からはじまり完成は4月となっていた。
1912年にはリトル社（メイソン社）でシボレークラシックシックスのほとんどを生産した。リトル社ではリトルシックスとして1285ドルで販売した。
デュラントは1913年6月10日にリトル社をシボレー社に吸収した。

### シボレー・モーター・カンパニー（ミシガン）社
「シボレー・モーター・カンパニーはデトロイトでスイス生まれのフランス人自動車技術者兼ビュイックレーサーであったルイス・シボレー設計の車を製作した」と一言で表されるが、事は単純ではなかった。シボレー・モーター・カンパニー(Chevrolet Motor Co.)となるのは1911年11月3日だったが、デュラントはそれ以前からフォードに対抗できる小型車を販売するという意図をもって地元フリントの人・モノ・金を活用した。そして、シボレーは成功し、その成功を武器としてGMに復帰した。
デュラントは以前から多くの人を支援していた。その中のひとつにルイス・シボレーのプロジェクトもあった。デュラントはビュイックでシボレーやボブ・バーマンにより1908年から1910までにレースで500回ほども優勝トロフィーを獲得していた。一方、デュラントは個人としてもさまざまなプロジェクトを支援した。ルイス・シボレーもそのなかの一人で1909年にはルイスの作る車の設計とテストを支援していた。
1911年にはルイス・シボレーがエティエンヌ・プランシュ(M. Etienne Planche)を招き入れ、3月にはデトロイトのグランドリバーアベニューの2階建ての建物でシボレー車の開発を始めた。シボレー車の最初の設計は3月15日のプランシュの設計である。
デュラントとシボレーの2人の自動車に対する考えはかなり異なっていた。デュラントはT型フォードのような低価格の自動車を作りたいと思っていた。これをデュラントはリトル社ではじめていた。ルイス・シボレーはキャディラックのような高級車を作りたいと思っていた。デュラントはシボレーで、1911年3月に中級クラスの価格で高級車シボレー・クラシック・シックスを売り出した。これはライト・シックスとも呼ばれた。これが最初のシボレー車でありシェビーだった。
1911年11月3日、デュラントはシボレー・モーター・カンパニー（ミシガン）(Chevrolet Motor Company of Michigan)をミシガン州デトロイトに設立した。ルイス・シボレー、ウィリアム・リトル（ビル・リトル）、さらにRSマクローリンの友人で娘マージェリーの（最初の）夫となったエドウィン・キャンベル(Edwin Cambell)の3人が設立発起人となった。最初のシボレー車を設計したフランス人技術者プランシュも参加した。ドートも資金援助し役員になった。シボレーはそれまで試作車を4、5台製作していただけだった。当初(1911年8月から)フォード社のはす向かいのデトロイトのウエスト・グランド・ブルバードの敷地を購入し最新工場建設予定地と大きな看板を掲げデトロイトで話題となった。その後、経済的事情から実際の生産はフリントのメイソン・モータースでおこなわれ、デトロイトでの生産計画は実施されることなく最終的に敷地は売却された。
1912年9月にデュラント＝ドート社がシボレー株主になった。1912年、6気筒車では最安の「リトル シックス」と「シボレー シックス」を作った。実際の生産は1912年後半からはじまり、2150ドル以上の価格で販売した。この年デュラントの会社は2999台を販売したが、ほとんどがリトル車だった。試作車を手作りした後、デトロイトを試走し、ルイスは1912年のほとんどを試作に費やしていた。5人乗りツーリングカーだけが生産された。

### リパブリック社
1912年ごろ、デュラントはリパブリック・モーター・カンパニー(Republic Motor Company)を6500万ドルでデラウェアに持株会社として設立し、デュラントのさまざまな実務会社を束ねた。リパブリック社ではシボレーやリトルの自動車も販売したが、外部の資本を呼び込むことに失敗し会社としては軌道に乗らなかった。
デュラントはリトル車とシボレー車をリパブリック・モーター・カンパニーで宣伝販売することにした。この方針転換に5月下旬ら6月初旬にかけてデトロイトとフリントでは大騒ぎとなった。デュラントはリパブリック・モーターを拡大するために、多数の取扱会社（ディーラー）との契約を推し進めようとした。しかし、ディーラー、一般、プレスなどはみな、デュラントのマルチブランドネームに混乱した。リパブリック、リトル、シボレーの違いがわからなかった。すでに同名のリパブリックという会社がオハイオ州ハミルトンで自動車製作していた。オハイオ州の車両登録局の記録では数台のリトル車とシボレー車がリパブリックとして登録され、また数台のリトル・フォーは『シボレー・フォー』として登録されていた。
1913年には会社終了。リパブリックの工場は後にシボレー工場となった。

### シボレーへの収束
フリント・ワゴン・ワークス(FWW)のホワイティング・ラナバウト(Whiting Runabout)がリトル・フォーとなり、最後にはシボレー社の大衆車となってデュラントを助けることになった。ウィリアム・リトルに替わりリトル社の総支配人はABCハーディー(Hardy)となった。ABCハーディーはのちGM取締役を務めた人物である。会社としてのリトル社は1915年に終了し、リトル社の事業はシボレー社で継続された。シボレー社によってデュラントがGMに返り咲いたが、広く受け入れられたシボレー社のその製品とはルイス・シボレーの高級車ではなく、デュラントとその周辺の人々がフリント地区で作りあげた大衆車だった。デュラントは全米に広くこの廉価なシボレー車をオーダーに応じて提供できるよう各地に組立工場子会社を建てノックダウン生産をおこなうようになる。シボレーブランドは以降も大量生産大衆車を体現するブランドとなった。

#### 1913年
デュラントは自動車市場における需要のすべてに対応しようと考えた。まず「リトル・シックス」を1913年1月に発表、価格は1400米ドル以下としていた。一方デトロイトで製作されたルイス・シボレー主導の「シボレー・シックス（C型）」は「リトル・フォー」の5割増しの値付けがなされた。デュラントの発表時には1913年のリトル・フォー生産計画は25000台と発表していたが実際は5000台に落ち着いた()。
1913年6月10日にリトル社をシボレー傘下とし、リトル社工場をシボレー第1工場とした。リトル、シボレーそれぞれの販売拠点は独立して存続した。デュラントはメイソン社への出資額も引き上げ、さらなる統合への布石を打った。
1913年8月にシボレー(ミシガン)をデトロイトからフリントに移転。デトロイトは販売拠点だけとなった。公表は一年前の1912年8月にされていた。フリントでの生産は当初インペリアル・ホイール社を工場とするとしていたが、実際はフリントワゴンワークスの建物を「シボレー第2工場」としてシボレー6気筒車C型すべてをここで生産した。1912年1月21日からウィリアム・リトルの後任としてリトル社総支配人になっていたABCハーディがフリント移転後のシボレー社の総支配人も兼ね、両社を統括した()。
1913年6月1日からC型は1914年式となったが、その価格は1913年10月に値上げされてC型クラシックとされた。その間、C型はデトロイトで生産していたため、会社移転とともにフリントでの生産となった。フリントでのC型クラシック生産は1914年8月で終了。
ルイス・シボレーは高品質の自動車を製作することに懸命だったが、ルイスがヨーロッパを訪れていた1913年にデュラントは車両のデザイン方針を変更し、大量生産可能な小型車とした。ABCハーディーは『リトル』というブランド名を恥じ、1914年式H型ではデュラントを説得して車名を変更させた。車名はロードスターの改良型をロイヤル・メール(Royal Mail)750ドル、ツーリング型をベビー・グランド(Baby Grand)825ドルとなった。この2車種に、シボレーのボウタイエンブレム（"bowtie" insignia、ボウタイインシグニア）が初めて使われた。デュラントの決定により、シボレーは売れに売れた。() 1912年8月から1913年7月31日まではリトル4と6をリパブリック・モーター・カンパニーが販売していたが、1913年8月の広告でリトル車は今後すべてシボレー車となることを発表した。
ルイスがミシガン州フリントに帰ってきたとき、新型の設計について意見が対立しルイスは自分の持ち株をデュラントに売り払い会社を去った。ルイスがやめさせられたのはたばこをやめたばかりのデュラントのオフィスにタバコをくわえたままはいったからだというエピソードがしばしば語られる。この後、シボレー社（ミシガン）はデトロイトからフリントに本社を移した。
1913年のシボレー社の公式な資本は250万ドルだったが、調達済は80万5千ドルだけでフリントの「インペリアル・ホイール社」工場の資産価値20万ドル分も含んでの額だった。ダラス・ドートはシボレーの総株式の半分125万ドルをDDCCが引き受けることを8か月も前に確約していたが、現実にはシボレー社には現金20万ドルしかなかったためドートはインペリアル・ホイール社という車輪工場をシボレー社株と引き換えただけにとどまっていた。ここでC型生産をおこなう予定だった。DDCCは1913年時点でも2500万ドル価値の会社だったため、デュラントはDDCC会社資産の半分（つまり、ほぼDDCCのデュラントの持分）を適時に売却して、その現金をシボレー社創業時の事業資金に当てようと考えていた。

#### 1914年
デュラントは1914年6月にシボレー・モーター・カンパニー（ニューヨーク）の株式5万株と引き換えに275万ドルを銀行から借り入れることができた。これによりシボレーのニューヨーク市57番街工場で日産20台から40台の生産が可能となった。さらにタリータウンのマックスウェル・モーター・カンパニー（マックスウェル＝ブリスコー）工場を購入し、490型を生産した。のちに1920年代のGMは490型を元にフォードを抜いて1位となる。さらにこの資金でデュラントは「シボレー社ファクトリーレーシングチーム」を結成しレースへの再参入を果たすことができた。
この銀行投資のタイミングはデュラントにとって大変重要な意味をもった。1914年7月29日に第一次世界大戦が勃発し、米国の銀行群は戦争に資金を向けた。この後1914年中は銀行からの自動車産業への投資は全くおこなわれなかった。大西洋岸および海外市場向けの需要にこたえるためにタリータウンの10エーカーの土地をシボレーが購入しニューヨーク市工場と合併すると発表したのは勃発前日の7月28日だった。しかもその後、欧米での特需で米国経済は繁栄し、戦争景気で潤った人々が自動車の需要となってあらわれた。
1914年10月にはシボレーの関連者がタリータウンの旧マックスウェルモーター社工場を視察している。フリント工場で製作しているエンジンおよび主要部品を製造させるシボレー東部向け組立拠点とするためだった。このとき、自動車(モーターカー)販売（マーケティング）の理論を「完成車ではなくエンジンとリア車軸組立ておよびその主の部品のみを中央工場での生産とすることにより、より柔軟で経済的な生産が可能となる。」とデュラントが説明した。デュラントはこの方法で節約できる経費として「在庫の車にかかる輸送経費、およびそれにかかわる資金」をあげ、加えて、「中央工場一箇所での生産に比べて、組立工場が実際の需要地近郊にあるため、より細かい生産対応ができる。」とした。この参加者は、デュラントのほか、営業担当総支配人 W. C. Sills、工場長F. W. ホーヘンシー、車両開発担当ルイス・シボレー、ブルックリン支社長W. A. Sellonである。
しかし、ルイスはこの後しばらくしてシボレーを去った。ルイスの去ったシボレーでデュラントは1914年12月16日にシボレー490型を発表した。電気ヘッドライトとセルフスターターがついてすべて現金販売で価格は490ドルだった。495ドルがその時点のT型フォードの価格だった。しかもT型フォードはまだクランク手回しで販売されていた

#### 1915年
1915年1月にはニューヨークオートショーに490型を出展し、1915年6月1日にはシボレー490型を販売開始した
デュラントは490型のために全米各地にタリータウン型のシボレー組立工場会社を作った。これらはフランチャイズシステムで地元資本でおこなわれたため、シボレー社自身は小規模でありながらも、短期間に全米展開を果たせた。消費地の近くで組み立てたため、配送経費を低く抑え、納品も短期間におこなえ、T型フォードよりも優れた自動車を競争力ある価格で販売できた。しかも490型は現金販売のみだった。1915年の夏は日に1000を超える受注があった。

### シボレー・モーター・カンパニー（デラウエア）
デュラントは1915年8月14日までの2年ですでに1万6千台のシボレー車を販売していた。
1915年9月13日（9月23日）、デュラントは『シボレー・モーター・カンパニー（デラウエア）(Chevrolet Motor Co. of Delaware)』を2000万ドルで設立した。シボレー・モーター・カンパニー（ミシガン）(Chevrolet Motor Company of Michigan)などシボレー企業群、およびデュラントがGM経営権を剥奪された後に設立した会社群を束ねるための持株会社だった。傘下企業には、スターリング・モーター・カンパニー(Sterling Motor Company)、モンロー・モーター・カンパニー(Monroe Motor Company )などがあった。そして、これがデュラントが乗って戦うための馬となった。12月には8000万ドルに増資。すべて普通株式だった。1916年1月26日までGM株1株とシボレー株5株を交換すると発表した。
この会社が3年も経たずにGMの株を保有する親会社となり、1918年5月にデュラントはシボレーをGMに合併させる。登記上は『シボレー社がGMに吸収される形での合併』だったが、実質は『シボレー社にGMを吸収合併させたもの』で、本社機能はデラウェアのシボレー本社に移転したものとなる。
一方カナダでは、マクローリン・モーター・カー・カンパニー(McLaughlin Motor Car Company)でマクローリン＝ビュイック車を販売していたデュラントの生涯の友人、RSマクローリン("Colonel Sam" McLaughlin)が、シボレーに理解を示し、カナダでシボレー・モーター・カー・カンパニー・オブ・カナダを設立してカナダでのシボレー車生産を開始した。この会社も3年後にGMが買収しGMカナダとなる。

## GMへの復帰
GM外でのデュラントの活動は他のGM経営陣にも逐一報告されていたため、これをGMに対する脅威と見ることなく容認されていた。デュラントは一連の活動を最後はシボレー社に集約しこれをテコに銀行の5年間のGM管理が切れるタイミングに狙いを定めてGMへの復活を果たす。デュラントがとった戦略は「株主に魅力的な利益を生み出す会社をすばやく立ち上げることでGMに復帰する」というものだった。投資家は、配当がないため株主にとっては魅力のないGMの株よりも、シボレーの株を望んだ。GM経営陣変更の際に社債1500万ドル分に付与して発行された普通株の多くが、発行の5年後にはデュラントが所有するものとなり、デュラントは再びGMの経営権を手にした。銀行家を中心に結成されたGM経営陣だったのにもかかわらず、普通株の取り扱いに注意を払っていなかった。GM社債を引き受けていた投資家にはミシガン州の、それも特にフリントを中心としたデュラントの知人が多くあり、デュラントのオファーの魅力に加えてデュラントの人柄に対する魅力もシボレー株との交換を促進した。

### GM株取得
デュラントはデュポンと組んで1915年初頭からGM株を市場で買い集めていた。デュポンにとっては、第一次世界大戦の火薬販売で儲けた金を再投資する場としてGM株が最適な場だった。このことにストロウら銀行側GM経営陣が気づいたときにはすでに夏になっていた。
当時のデュポンの主（あるじ）は6代目社長ピエール・S・デュポン(1870-1954)だった。ピエールにGM株を推薦したのは長らくピエールの個人秘書でピエールの信頼が厚く、当時はデュポンの財務担当だったジョン・S・ラスコブだった。ラスコブはデュラントの考えに共感しデュポン社がGMの43%もの株主になる際の指南役となり、ピエールがデュラントを援助するのを薦めた。デュラントはニューヨークでラスコブと知り合っていた。ラスコブはチャタム・アンド・フェニックス銀行(Chatham and Phoenix Bank)のLGカウフマンと共にデュラントの話にのり公開市場でGM株を購入した()。
ラスコブは1918年にはデュポン・GMの両社で財務担当バイスプレジデントに就き、GM自動車ローン部門創設にも寄与した。デュラントの会社買収方針を支持し1920年の財務悪化を招いた責もデュラント同様にあると、後には見られているが、当時はデュポン側としてデュラントGM社長となったピエールと一心同体だった。ラスコブはのちにエンパイアステートビル建設を財務的に支援した人物としても有名。
一年あまりでシボレー社は9400万ドルの会社となった。デュラントはGM株を買い捲る一方、GM株1株をシボレー株5株を交換するという破格の取引をGM株主に提示した。1916年1月26日までの期限で交換するとし、これに多数が応じた。これによってそれまで82ドルだったGM株は558ドルまで上昇した。さらにデュラントはシボレー490の価格を490ドルから440ドルに下げた。この結果、GM普通株式の40%がデュラントのものとなった。こうしてデュラントはGMを再び支配することができるようになった。デュラントはシボレーをGM傘下とした。一方デュポン社がGMの大株主となった。数年後の1920年にデュラントのやり方で再びGMが破綻したとき、今度はデュポンがデュラントを追い出すことになる。

### 再びGMへ
デュラントは1915年にはGMに返り咲いた。デュポンの支援を得てすぐにGM株式の40%を買い戻した。「議決権信託」の5年間の期限が1915年10月1日に終了した。それに先立つ9月16日にGM創立7周年の株主総会が開かれた。ここにデュラントが乗り込み自身の復権を宣言した。デュラントは自身の保有する株式に、さらに多くの仮証券を取得していた。一株につき50ドルの配当を受け、GM経営の実権を取り戻した。
ポケット（あるいはスーツケース）を株式証券で膨らませてニューヨークのベルモントホテルで行われたGMの取締役会に乗り込んできた。ゆっくりとそして堂々とテーブルの先頭に向かい、デュラントは有無を言わせず「諸君、私がこの会社を統率する(Gentlemen, I control.)」と宣言した。この伝説は「すべて正確な事実ではないにしてもデュラントがGMに返り咲いた状況がよくあらわされたエピソード」とされている。ウォルター・P・クライスラーはのちに「エルバ島から復活したナポレオンのようだった」とこのときのデュラントを形容している。
11月16日には役員改選のための株主総会が開催された。大株主となったデュラントはピエール・デュポンを取締役会の会長に、カフマン(Louis G. Kaufman)とデュポンのラスコブやJ・エイモリー・ハスケルらを取締役に任命した。カフマンは財務委員会議長になった。企業家が銀行家に騙されて乗っ取られる例は多いが逆の例は珍しい。
1916年にはデュラントはシボレー社がゼネラル・モーターズ・カンパニーの株式の54.5%を取得したと発表。この時点ではGM社長はチャールズ・W・ナッシュが引き続き務めていた。ナッシュは堅実な経営で1915年には1910年の10倍の利益をあげていた。デュラントはナッシュにGMに残るよう引き止めた。育ての親としてのデュラントに恩義は感じていたが、すでに第一級の経営者となったナッシュはGMを去る道を選び、ストロウの支援を得てトマス・B・ジェフリー社を買収、ナッシュ・モーターズに改組し自身の道を歩んだ。
6月1日にデュラントは自らGMの社長に就いた。1908年のGM設立以来、大株主で1910年まで経営権も握っていたが、GMの社長となったのはこれが初めてだった。デュラントはビュイックの総支配人だったウォルター・クライスラーをGMオペレーション担当副社長兼ビュイック社長とした。しかし、クライスラーもほどなくデュラントから離れていった。デュラント自身も1920年11月30日でGMを去ることになった。

### ユナイテッド・モーターズ
デュラントは個人の会社として1916年5月に自動車用部品や自動車用アクセサリーの製造会社5社を束ねる持株会社としてユナイテッド・モーターズ・コーポレーション(United Motors Corp.：UMC)を設立している。傘下にはハイアット・ローラーベアリング(Hyatt Roller Bearing：アルフレッド・スローンが社長)、デイトン・エンジニアリング・ラボラトリーズ(Dayton Engineering Laboratories：チャールズ・ケタリングが設立し社長、オハイオ州デイトン)、レミー・エレクトリック・カンパニー(インディアナ州アンダーソン)、ニュー・デパーチャー・マニュファクチャリング・カンパニー(コネチカット州ブリストル：ボールベアリング)、パールマン・リム・コーポレーション(ミシガン州ジャクソン)の5社を有しデュラントはスローンに全体を任せ社長とした。スローンは自身の判断でさらにラジエーター製造会社であるハリソン・ラジエーター・コーポレーション、ラベル＝マコーネル・マニュファクチャリング・カンパニー(Lovell-McConnell Manufacturing Company of Newark)を買収し傘下に収めた。ラベル＝マッコーネル社は自動車用警笛クラクション・ホーンの米国製造販売権を取得していた会社である。買収後クラクソン・カンパニー(Klaxon Company)と社名変更した。これらの会社は、のちのユナイテッド・モーターズのGM吸収によりGM傘下となっている。GM吸収以前のユナイテッド・モーターズ社ではGM以外の会社とも取引をおこなっていた。ハイアット・ローラーベアリングは合併以前と変わらずフォード・モーターが主要顧客だった。1919年にはデュラントはスローンをGM副社長および役員会のメンバーとし、アクセサリー製造担当となった。スローンは1919年のUMCのGMへの吸収でGMバイスプレジデントに、その4年後に社長、そして会長を長く務め、GMを世界一の企業とした。

## ゼネラル・モーターズ・コーポレーション (デラウェア)
デュラントは1916年10月13日、持株会社ゼネラル・モーターズ・コーポレーション(General Motors Corporation)をデラウェアに設立した。デュポンとの提携により運転資金の問題は解決した。シボレーはGMの一部となった。デュラントのGMは輝く未来があった。「ゼネラル・モーターズ・コーポレーション」はゼネラル・モーターズ・カンパニー(General Motors Company(ニュージャージー))の持株会社として、1917年8月1日までに株式100%を保有した。1917年8月3日にはゼネラル・モーターズ・カンパニーを解散させている。
旧会社「カンパニー」自体が持株会社であり、傘下に事業会社としての各企業を保有していた。「カンパニー」解散以前に新会社「コーポレーション」に傘下事業会社が移転された。デュラントが社長の間は新会社でも旧会社同様に傘下事業会社は独立経営を続けた。しかし1920年秋のデュポンとモルガンによるデュラント追放後の新会社ではアルフレッド・スローンのリーダーシップの元に、傘下の事業会社をGMコーポレーションの社内事業部として吸収し、最終的に「コーポレーション」自体を大きな事業会社とし、体制は持株会社制から事業部制と大きく変更された。この事業部制はデュポンからはじまり、GMではスローンにより中央集権と事業部分権のバランスをコントロールする新しい時代の経営を形作っていった。

### 拡大
1918年5月、デュラントはシボレー・モーター・カンパニーの資産をGMに購入させシボレーをGM傘下とした。登記上はシボレー社がGMに吸収される形での合併だったが、本社機能はデラウェアのシボレー本社に統合するなど、実質はシボレー社がGMを吸収合併する内容だった。
次いで1919年にはUMC（ユナイテッド・モーターズ）をGMに吸収した。UMCは解散させ、傘下の個々の事業をGMの傘下とした。これによりチャールズ・ケタリング、アルフレッド・P・スローン・ジュニアがGMに参画した。スローンが1916年に作ったUMCの一連の製造部門(UMC manufacturing divisions)の販売担当会社であるUnited Motors Service, Inc.,もこの買収の一部で、1944年にはGMの一部門として吸収されUnited Motors Service Divisionとなった。これは1971年にUnited Delco Divisionと名称変更し、1974年にはAC-Delco Divisionに吸収されている。1918年にデュラントはアルフレッド・スローンをGM副社長および役員会のメンバーとした。
フォードがフォードサン(Fordson)トラクターを成功させたことに刺激を受けたデュラントは1917年にカリフォルニア州ストックトンのサムソントラクター(Samson Tractors)の株式を購入。サムソンはシーブ＝グリップ(Sieve Grip)名で当時非常に人気のあったトラクターだった。さらにデュラントは翌年1918年に農業機械事業への参入をGMに提案し、デュラント持分とサムソン社持分すべてをGMが購入することにより100%傘下とし、GMトラックにサムソンを組み入れた。デュラントはトラクター事業にかなり肩入れをしたが、デュラント後の1922年には不採算部門として清算された。
1919年にはフィッシャー・ボディ・カンパニーの株60%を購入した。これはGMとって大きな意味を持っていた。のちフィッシャー事業部となり、シボレーのボディを製造し、シボレーの工場の隣接地域におかれた。
デュラントはまた、自動車産業は現金販売だけでは続かないとして金融会社ゼネラルモーターズ・アクセプタンス・コーポレーション(General Motors Acceptance Corporation)を1919年に創設した。これにより法人だけでなく一般消費者向けにも自動車ローンを開始した。この創設にはラスコブの役割も大きかった。
冷蔵庫会社ガーディアン・フリジェレーター・カンパニー(Guardian Frigerator Company)を買収した。会社の経営・開発・販売を1人で切り盛りしていた会社だった。顧客はたった42人だった。この会社の買収にはGM役員の誰もが反対したため、デュラントが個人として56,000ドルを投資し自身で買収をおこなった。コンテストで会社名を「フリッジデール・コーポレーション(Frigidaire Corporation)」とした。この買収は戦時において自動車生産が中止されることを想定した購入だった。戦時になれば食品の保存は重要となる。デュラントは自動車関連以外の事業をおこなうことが事業リスク回避となると判断した。その共通点をデュラントは「車も冷蔵庫も内部にモーターがある」と表した。デュラントは1919年5月31日にフリッジデールをGMに全株買い上げさせた。1979年に売却されるまでGMは60年間も冷蔵庫を販売していた。
1917年にデイトン・エンジニアリング・ラボラトリーズ・カンパニーのチャールズ・F・ケタリングとエドワード・A・ディーズを交えたデイトン地区の投資家群がオービル・ライトから名義の許可を得て設立した飛行機会社デイトン＝ライト・エアプレーン・カンパニー(Dayton Wright Airplane Company)を1919年に買収した。デュラント後の経営陣により1923年に個々の権利は売却されて会社は清算された。
米国GMの従業員全員が「GM Savings and Investment Plan」を買うことができるようになった。従業員は年間300ドルまで購入可能で1ドルあたりGM補助0.5ドルが付加された。1935年にこの制度は廃止されたが、1955年のSavings-Stock Purchase Programで復活した。
ビュイック時代からデュラントとともに歩んできたマクローリンの会社McLaughlin Motor Car Company, Ltd.とChevrolet Motor Company of Canada, Ltd.が合併しGMカナダ(General Motors of Canada, Ltd.)となった。マクローリン家の経営から離れ、GM資本傘下に組み入れられたが、RSマクローリンはGMの役員となった。
1918年7月スクリップス＝ブース(Scripps-Booth)を買収。シボレー490の上級姉妹車ブランドとした。ゼネラルモーターズ工科大学(General Motors Institute of Technology)の前身となる訓練校をフリントに開校。1998年から名称はケタリング大学となった。1919年には株主に10割の配当をおこなった。

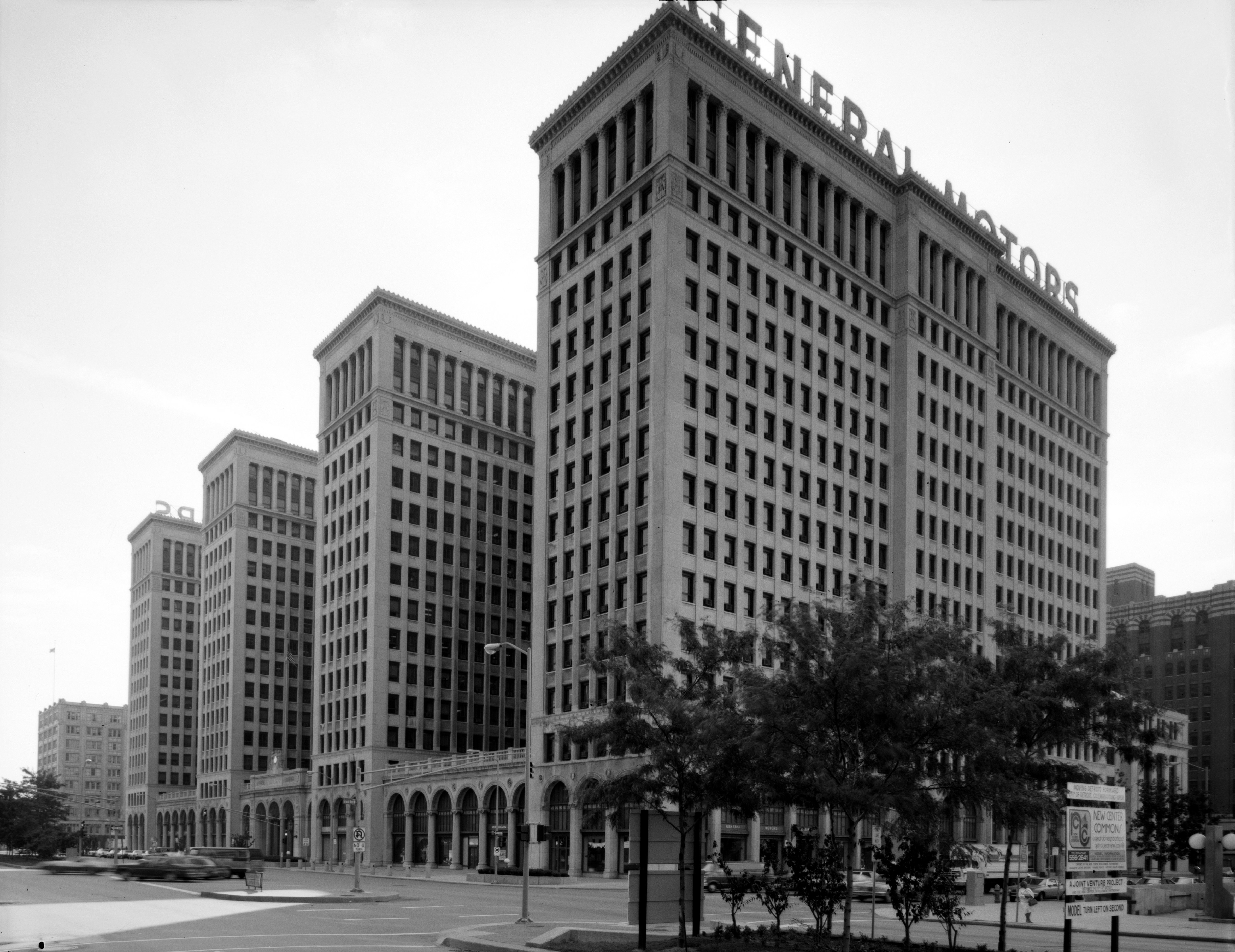
キャディラック・プレイス。かつてのゼネラルモーターズ本社。1923年に竣工した当時は世界で二番目に巨大なオフィスビルだった。1996年に本社移転した後はキャディラック・プレイスと改称されミシガン州などの庁舎が入っている

GMビルディングをデトロイトに建設を開始。設計はフォードの本社を設計していたアルバート・カーン(Albert Kahn)。これはデュラント・ビルディングと当初よばれた。デュラントは「ビル建設よりも工場や日々の事業に資金をまわすべき」としてこのビルへの730万ドルの追加投資提案に反対した。完成前にデュラントはGMを追われた。ビルの呼び名はGMビルディングとなった。デュラントの頭文字であるDの文字が建物の屋上近くの角に刻まれている。これはナポレオンがパリに建設したビルにNの文字を刻んだことにちなんだものだった。この建物はラスコブの発案だったと言われている。敷地は中心地からはずれたところで十分に敷地がとれそれほど高さがいらず横に羽を広げたような12階建てのビルとなった。敷地を選定する際にスローンがデュラントと歩き回ったことでデュラントの人柄に触れたことを回想している()。（GMは1996年に、旧フォード社が本社としていたデトロイト・ダウンタウンのルネッサンスセンター(RenCen)を購入し新たに手を加えGM世界本社とした。デュラントが建設指示をしたが結局座ることのなかったGM本社は70年間使用の後、貴重な歴史の足跡としてミシガン州政府が買い上げ、デトロイトの祖アントワーヌ・ド・ラ・モス・キャディラック(Antoine de La Mothe Cadillac)にちなみ、新たにキャディラック・プレイス(en)という名称で州庁舎として使用され、またアメリカ合衆国国定歴史建造物に指定されている(en)。）
1920年にはGMリサーチ・コーポレーション(General Motors Research Corporation)を設立した。これはのちにGMリサーチ研究所(GM Research Laboratories)となった。デュラントが招き入れたチャールズ・ケタリングがこれを率いた。また、GM輸出会社の拠点としてマニラに初の極東オフィスを設置、1922年にこれは上海に移された。

### 買収会社一覧
1918年
- ハイアット・ローラー・ベアリング (Hyatt Roller Bearing Company) 自動車部品 アルフレッド・P・スローンの会社
- レミー・エレクトリック (Remy Electric Company) 自動車部品
- デイトン・エンジニアリング・ラボラトリーズ・コーポーレション (Dayton Engineering Laboratories Co) 自動車部品 チャールズ・F・ケタリングの会社
- ニュー・デパーチャー・マニュファクチャリング (New Departure Manufacturing Company) 自動車部品
- パールマン・リム (Perlman Rim Corporation) 自動車部品
- トレド・シボレー・モーター・カンパニー (Toledo Chevrolet Motor Company) トランスミッション/ギア
- セントルイス・マニュファクチャリング (St. Louis Manufacturing Corporation) 自動車ボディ
- シボレー・モーター・カンパニー・オブ・ベイシティ (Chevrolet Motor Company of Bay City) エンジン部品/車軸
- ジャクソン・スチール (Jaxon Steel Products Company) 自動車部品

1919年
- デルコ＝ライト・カンパニー (Delco-Light Company) ライト
- ドメスティック・エンジニアリング (Domestic Engineering Company) 電気モーター
- ミシガン・クランクシャフト (Michigan Crankshaft Company) 自動車部品
- サギノー可鍛鉄 (Saginaw Malleable Iron Company) 自動車部品(ステアリングギアハウジング) 1919年にSaginaw Products Companyが株保有。1921年にGMに吸収されSaginaw Products Division。1946年にCentral Foundry Division。

### 離反
世界大戦の支援でデュラントと衝突したヘンリー・リーランドが会社をさった。クライスラーの辞職は、デュラントが戦後不況の切り抜け策として推進したトラクター事業の拡張に反対したことも主要な要因だった。不況期の予算配分でトラクター事業への投資額は桁が違っていた。スローンはGMのあり方に対してデュラントに提案をおこなった。しかしデュラントはこの提案書を読むのは時間がかかりそうだといっただけで目を通さなかった。スローンは1920年の夏一月を欧州での休暇を過ごしGMを去るつもりだった。デュラントが去り、後にスローンが社長についた際に、自身でこの提案内容を実現した。60歳になろうとしていたデュラントは自動車産業界のあまりにも早い変わり方についていくことができなかった。()

## デュポン
1915年にピエール・デュポンはラスコブを使い、またモルガンの支援を得て、デュポン社を自身のものとしていた。デュポンは世界大戦で連合軍が使用した火薬の4割を供給し9000万ドルの利益を得、その儲けの半分以上にあたる5000万ドルをGMに投資していた。() 1918年にデュポンがGMに多額の投資をおこないGMの27.6%を押さえた。1919年までにデュポンのGMへの出資は28.7%となっていた。()
戦争景気の反動から株安となり、1920年4月にはGM株も株安となった。5月には工場・設備関連支出、在庫ともに増加しGMの経営を圧迫しはじめた。デュラント、ハスケル、プレンティス、スローンが臨時の委員会で設定した支出上限を傘下の各事業部は無視した。分権による事業運営のため中央の方針が充分に実行されなかった。さらに需要は落ち支出は増え、8月に再び支出上限を指示した。フォードは9月21日にT型フォードを値下げしていたが、デュラントは営業の声を聞いたうえで価格維持を決定した。10月に8300万ドルの短期借り入れを実施。11月に工場操業停止。ビュイックとキャディラックのみが少量生産を継続した。
デュポンは財務委員会を制し、デュラントは経営委員会を制し、1920年には互いが対立するようになった。この状況の中の1920年7月15日にモルガンが『GM株式10万株2800ドル分を売却した』と発表した。この発表で株価は20.5ドルまで下がった。デュラントの苦悩がはじまった。GM株の下落を防ごうとデュラントは自らの資産を投じて売りに出されたGMの株を一心不乱に買い続けた。推定9000万ドルを投じて買い支えようとした。一株12ドルまでには抑えられた。しかし現金が底をついた。この時点で21のブローカー、3銀行から2000万ドルを借金していた。このことはまったく世間に知られることがなかった。こうして、1920年の株式市場でデュラントはGMの株1億2千万ドルすべてを失った。

## GM救済
デュポン社はGMにすでに4900万ドルを投資していた。デュポンとラスコブ、モルガン商会はデュラントに破産宣告されることを恐れた。GMの最終的な救済はデュポンがリスクを負うことでモルガンが現金を手当てした。（これは1953年になってアメリカ連邦政府からデュポンとGMとの関係が不当であると提訴された。）デュポンは自らの投資が無に帰す前に、デュラントを追い出すためだけではなく、会社経営の面でも会社を軌道に戻すこととした。
1920年11月11日、デュラントは、ピエール・デュポンとラスコブに、銀行から退任を求められていることを明かした。
16日にはデュラントが2000万ドルを株式ブローカーから借金していること、他社名義のGM株130万株、デュラント資産が1400万ドル以上が担保。加えてGM株300万株が銀行と株式ブローカーの担保になっていることをピエール・デュポンとラスコブがききだす。詳細はデュラントにも不明だった。1）新会社設立でデュラントの債務を引き継ぐ、2）2000万ドル手形を発行し担保に充てる。3）GMにさらに700万ドルから1000万ドルを出資し直近の返済に充てる。というアクションを立てた。()
モルガンの担当者ドゥワイト・モロー、コクラン、ホイットニーという3名がデュラントに会いピエール・デュポンに明かした話では、デュラントが破産した場合、巨額の貸し倒れ2件、株式ブローカー数社および銀行の破綻が生じ恐慌となる可能性があるとのことだった。デュポンの考えていた支援策の実現可能性は薄いと判断され、モルガンが協力した。デュラントに債務返済要求がきた場合に備え、2000万ドルの銀行融資の手配に加え700万ドルの現金と追加担保を用意できるとした。モルガンはデュポンに現金2000万ドルを手配し、代わりにデュポンはモルガンに対し優先株8%と普通株80%を要求した。
こうして、「2000万ドルの手形発行」、「デュポンが700万ドルを提供、デュポンに新規GM株を発行」、「デュポンがGM株130万株に追加抵当」、「GM株式をデュラント2デュポン1の割合で配分」と対策が打たれた。のちに、アルフレッド・スローンは、総額6000万ドル以上を4日で調達したモルガンにピエール・デュポンが感謝していたことを明かすと同時に、デュラント一人だけではなくデュポン側のラスコブにも責があったと表明している。
デュラントは1920年11月30日に社長を辞任した。いつもの会見と変わらず笑みを浮かべてデュラントは自身の辞任を告げた。翌日、デスクを整理しGMビルディングから去る際にデュラントが言ったことばは「5月1日は引越しの日(Moving Day)だが12月1日に変わったようだね」だった。
デュポンが返済のリスクを負い、デュポンはモルガンがかき集めてくれた資金を元にデュラントの負債を補いGMを救った。デュポンはGMの25%以上の株を保有した。デュポンとモルガン合わせて51%の保有だった。この混乱を一般に説明できる社長としてはピエール・サミュエル・デュポンが適任であるとしてGMの職務としては取締役会会長(Chairman of the Board)となっていたピエール・S・デュポンがGM社長に就いた。1921年がGMの赤字の年となった が、デュポンはスローンの方針に従ってデュラント式のワンマン経営方針を新式の分散型経営に置き換えはじめた。この後ピエールは取締役会長となりアルフレッド・プリチャード・スローン・ジュニアが社長となった。会社は事業部門として再編され、それぞれの事業部門のボスは事実上自律性を持たされた。これにより事業部門同士が互いに競い合うことを期待された。望むのであれば、独立した会社のように購入によって供給をおこなうようになった。
GMが企業として伸びてくるに従いデュポンがGMの手綱を緩めていたため1950年代となるとデュポンの役割は大枠の方針を設定するにとどまり、それもほとんどは財務上のものとなっていた。1957年のGMには役員33人中6人だけがデュポン関係者だった。それでも、デュポンによるGM支配は独占禁止法（反トラスト法）違反でデュポン系役員が退陣した1959年まで続いた。
一方、デュラント退任以前にデュラントが保有していたゼネラル・モーターズ株は「General Motors Securities Co.」を新たに設けて管理された。デュラントは株式をデュポン社に渡し、対価として23万株、当時の市場価値およそ300万ドル分を受領した。デュラントはのちにこれをすぐに売却したが、保有していたならばかなりの対価を受けたはずのものだった。デュポンは「General Motors Securities Co.」を運用してかつてのデュラント持株が生み出す配当はGM社員へ配分される仕組みとした。
1920年11月23日のニューヨークタイムス でデュポン・セキュリティーズ・コーポレーションの発表としてこのことを報じた。
- ピエール・S・デュポンがデュラントから300万株を超える数のGM株を譲渡された。
- JPモルガン商会が取引を仲介した銀行である。デュポンとモルガンを合わせたGM株の51%を上回り、GMを完全に支配する権利を保有した。
- 取引総額は未確定だが、GM市場終値での300万株は4,725万ドルで過去最高と予測されている
- 全額がデュラントへの現金払いではなく、一部はデュポン・セキュリティーズ・コーポレーション株となる。
- GMコーポレーションの絶対支配のデュポンおよびその関連およびJPモルガン商会への移転は、USスチールが鉄鋼業界で果たした役割と同様、GMの確立への更なる飛躍である。会社を支配した彼らは、過去に幾度も、USスチールが鉄鋼市場、鉄市場に及ぼしていると同様の力を、自動車事業を安定させる十分な力をもつであろう偉大な会社を狙っていた。デュラントの持分はこの目的のために得られたものである。
- デュラントは「私はゼネラルモーターズコーポレーション株の大半をウィルミントンのデュポン・セキュリティーズ・コーポレーションに売却した。デュポン・セキュリティーズ・コーポレーションはピエール・S・デュポンと彼のグループが創設したもので、わたしもその株式の大きな部分を保持することとなる。」とコメントした。
- デュラントの株の譲渡はデュラントがGMに及ぼす力を制限するものではない。デュラントはいまだGM株の多くを保持していると言われており150万株程との憶測もある。昨日の発表から得られた情報では、しばらくは社長を続けるのではとの見方と、取締役会会長に勇退するとの見方がある。
- デュポンはこの取引で得た300万以上の株を取得済みに加えればおよそ750万株を保有し、およそ2000万株の発行済みGM普通株式のおよそ37.5%を保有した。モルガンホールディングスは言明していないが、昨日の発表では、デュポン＝モルガン・グループで51%以上を取得したと見られる。
- GMは年10億ドル会社であるとの評価を受けていた。しかし自動車需要の落ち込みからこの数週間でかなり縮小されている。数日前にはキャディラック工場のみとなっている。数週間前から落ち込みは改善し、シボレー社の工場では完全操業停止状態から減産状況ながら復帰している。シボレーほど影響を受けなかった他工場でも改善が見られる。

## デュラント・モーターズ
12月1日のニューヨークタイムズでは、「デュラント氏のGMコーポレーション社長退任は自主的な休暇であり、今後については個人的な時間を2〜3か月費やすつもりである」とデュラント事務所が発表したと記されている。フリントではデュラント辞任にみなが恐れをいだいた。「東部銀行家によるGM乗っ取りだ。フリントのGM施設には30万ドルホテルを建設するのではないだろうか。名前はホテル・デュラントとして、創業者への最後の献辞とするのではないだろうか。」とささやかれた。
デュラントの名前にはまだ魔法が残っていた。グッドリッチ社がデュラントを招き、ニューヨークオフィスにデュラントのオフィスを構えてくれた。ホワイト・サルファー・スプリングス(White Sulphur Springs)で数日間の休暇をとった後に、デュラントは友人67人と連絡を取った。自身の名前をつける新会社への投資の依頼だった。500万ドルを募る予定だったが2日で700万ドルが集まった。
デュラントはGMを去って4ヵ月後の1921年1月21日に500万ドルでニューヨーク市にデュラント・モーターズを設立した。のちデラウェアで再設立された。デュラントの名前の強みを生かし、工場を取得する以前にすでに3100万ドル（3万台分）もの受注を得た。1921年4気筒デュラント車 (A-22)のツーリングカーモデルを850ドル（他にクーペとセダン）で、1922年6気筒車(B-22)、フォードT型対抗車スター発表。1923年、Rugby, Flint, Locomobile, Mason Motor Trucksを追加。
1921年末にはニューヨーク州ロングアイランド（元グッドイヤー・タイヤ・アンド・ラバー社工場1921年3月買収、年25000台の生産量）、ニュージャージー州エリザベス、インディアナ州マンシー（元GM社シェリダン工場1921年4月買収）、同年中にインディアナ州にデュラント・モーターズ・オブ・インディアナ、ミシガン州ランシングにデュラント・モーターズ・オブ・ミシガン、カリフォルニア州オークランドにデュラント・モーターズ・オブ・カリフォルニア、カナダにデュラント・モーターズ・オブ・カナダを設立し拠点をもった。ランシング工場は年4万台の生産量の予定。設立当初はデュラント車1ブランドのみだったが、のち、一連の会社買収をおこないマルチブランドとなった。買収された会社は異なる市場を対象としたものだった。デュラントは中流向け、最安ブランドはスター、デュラント車の上をウィリス＝オーバーランドのニュージャージー州エリザベスの工場を購入しフリントとして開始。パッカードやキャディラッククラスに対抗するプリンストンを企画し、試作や宣伝までされたが量産されなかった。最高級(ウルトラ＝ラグジュアリー)クラスとして、破産したロコモビルを購入しハイエンドに位置づけた。トラック製造会社メイソン・モーター・トラックをアーサー・C・メイソンとフリントに創業し生産した。デュラント社の株は1921年に13ドルだったが1923年には84ドルまであがっていた。
1921年には4気筒A-22を発売。1922年1月に6気筒B-22。3月スター車。1923年プリンストンをマンシーで生産予定とニューヨーク・オートショーで発表。1924年にはデュラント車とスター車の間を埋めるイーグル車を企画したが量産に至らなかった。
その当初の人気とは裏腹に会社の実力が伴わず、1929年に始まった不況から立ち直れず1933年の破産宣告で最終的に終了した。1927年4月、デュラントは日刊紙上に広告紙面を購入、数社での責任者職は辞し、デュラント・モーターズにフルタイムで全力を傾けるとの声明を発表していた。1929年1月20日、デュラントはマンハッタンに500社のデュラント社のディーラー/ディストリビューターを招集し、デュラントモーターズの社長を辞することを発表した。株式は保有しつづけていた。デュラントはデュラント・モーターズの取締役会長をアーサー・アーヴィング・フィリップ（ダッジで営業統括、スチュードベーカーで営業部長だった）を、社長としてFJヘインズ（ダッジ兄弟亡き後の1920年から1925年に投資会社に売却するまでダッジ社長その後1928年まで取締役会長兼だった）をそれぞれ後任とし、ジョン・F・ダッジ（ホレス・E・ダッジの元で育った役員）、ラルフ・A・ヴェイル（ダッジ生産でのエンジニア）、財務はジョン・A・ニコル（ダッジ販売の副社長）、総営業支配人にはRGホジキンス（スチュードベーカー営業支配人）という陣容とした。
デュラント・モーターズでも、デュラントは垂直統合をおこなった。デュラント車はエンジンはコンチネンタル製、車両はEdward G. Buddのバッド社が製作した。
Durant Motors, Inc.の子会社、関連会社
- Durant Motor Company of New Jersey, Elizabeth, N. J.
- Durant Motor Company of Michigan, Lansing, Mich.
- Durant Motor Company of California, Oakland, Calif. デュラント車（乗用車およびトラック）の米国西部、東洋向け組立販売
- Durant Motors of Canada, Ltd., Toronto, Ontario
- ヘインズハント車体 - HayesHunt Body Corporation, Elizabeth, N. J.
- ニュープロセスギア社 - New Process Gear Company, Syracuse, N. Y.
- アダムズ車軸 - Adams Axle Company, Syracuse, N. Y. Findley, Ohio
- ワーナーギア社 - Warner Gear Corporation, Muncie, Ind. 後に農業機械製造およびクラッチ製造のCharles W. Borgと合併してボルグワーナー社(Borg-Warner)となる会社
- アメリカン板ガラス社 - American Plate Glass Company, Kane, Pa.
- ロコモビル(Locomobile) - Locomobile Company of America, Bridgeport, Conn. - 1899年創業、1922年にデュラントが買収。

### デュラント車
1921年には4気筒A-22を発売。1922年1月に6気筒B-22。インディアナ州マンシーの元GM社シェリダン工場で製造。デュラント車にはDurant 55、Durant 65、Durant 75、Durant M-2、Durant M-4、Durant 60、Durant 63、Durant 66、Durant 70、Durant 614、Durant 617、Durant 610、Durant 612、Durant 621、Durant 622がある。

### スター車
T型フォードに対抗するための廉価モデルとしてスター車を生産販売した。1922年2月にスター車を発表し3月に発売を開始した。1923年7月にはスターをオーストラリアでラグビーとして販売開始。1928年4月に生産を終了した。

### フリント車
1921年6月:財務建て直しのため売りに出されていたウィリス＝オーバーランドのニュージャージー州エリザベス工場、および、ジョン・ウィリス所有のニューヨーク州シラキュースのニュープロセスギア社(New Process Gear Company)を落札。エリザベス工場の落札ではウィリス＝オーバーランドを離れて間もないウォルター・クライスラーと競りあった。クライスラーは500万ドル、デュラントは520万ドルだった。ウィリス＝オーバーランドに在籍していたWPクライスラーが委託し、1920年にスチュードベーカーを離れた3人が結成した『Zeder-Skelton-Breer Engineering Co.』が開発し、『クライスラー車』となる予定の車もこの契約に含まれた。デュラントとなった工場でZSB社が引き続き関わりここでフリント車を開発した。ZSBは一方でクライスラー車の初期の開発にも関わった。ウィリス子会社のニュープロセスギア社もデュラントが10万ドルで競り落とした。ここはのちクライスラー所有となった。この2拠点の売却でジョン・ウィリスはウィリス＝オーバーランドの破産を免れ、新たな時代を築くことができた。
同年末、マックスウェル・アンド・チャルマー社(Maxwell/Chalmers)も再生委員会により競売にかけられ、スチュードベーカー、ホワイト・モーターなどとともにデュラントも競り落としに加わった。これは銀行側がウォルター・P・クライスラーに委託してWPクライスラーにより新たなマックスウェル・モーター社が設立され、のちにクライスラー社となった。
デュラントはエリザベス工場買収により7月にフリント・モーター・カー・カンパニーを設立。ZSB開発車をベースとしたフリント車を製造販売した。1923年6月にフリント6(E-55型)を生産開始。1924年3月フリント (H-40型) 発表。1926年フリント60とE-55後継フリント80発表。

### そのほかの車種
Durant車に加えRugbyブランドも販売された。フランスのマチス(Mathis)の米国販売も手がけた。マティス車は9馬力から12馬力。販売価格はおよそ1600ドル。ニュージャージー州で製作した。ロコモビルを買収し高級車として販売した。カリフォルニアに設立したデュラント・モーターズ（カリフォルニア）は後にデボー(De Vaux)と社名を変更しデボーブランドの自動車を販売した。この会社は1930年のDe Vauxとなった。デュラント・モーター・カンパニー・オブ・カリフォルニアは、デュラント・モーターズ・インクとの契約下で、1929年からデュラント車の組立および販売をおこなっていた。デヴォー(de Vaux)は非常によい評判を得、また、多額の収益を上げていた。カナダのデュラント・モーターズはDomminion Motors Limitedとなった後に、1931年からフロンテナック(Frontenac)となった。

## ウォールストリートのブル
個人資産は1億ドルあるといわれていたが1919年11月の株破壊でGMを救済しようとしてそのほとんどを失っていたデュラントだった。シボレーで復活を遂げた天才は自身の自動車会社デュラントを興した。The Curb(場外株式市場)の株式でも当てた。1921年から22年にかけて、スチュードベーカーの8万株を額面の半額で集めほぼ額面価格で売り抜き400万米ドルを手にした。ウォールストリートでの復活も遂げ、デュラントはウォールストリートのグレートオペレータ(大相場師)と呼ばれた。相場師ジェームズ・ロバート・キーンの再来といわれた。
1920年代、デュラントはウォール・ストリートの主要プレーヤーだった。特に1924年以降は、ブル(Bull)とよばれた。1928年に娘のマージェリーの離婚を報じた記事でタイム誌は、マージェリーをdaughter of famed Stock-marketeer W. C. Durant（著名な株式ブローカーであるWCデュラントの娘）と紹介した。1928年には市場で12億ドルを保有し、15以上のブローカーと組んで40億ドルをいつでも動かすことができた。
ジョン・ジェイコブ・アスター(V)、JDロックフェラー、コーネリアス・ヴァンダービルトらに混じってデュラントは、1929年の株式市場破綻の3か月前に5000万ドルを費やした。()

### リバティナショナル銀行
1923年8月30日ニューヨークにリバティナショナル銀行を設立すると発表。デュラントは投資家兼取締役会長に就いた。「同士による事業」というのがニューヨークのダウンタウンの野蛮な経済に対するデュラントの対抗だった。デュラントは自身が起こした銀行の会長となった。一株しか所有しない30万のパートナーで構成された銀行で社長と取締役会長は無給だった。その銀行は「借り入れに対する利率としての法的なレート」のみが銀行の収入とされた。しかも子会社関連会社には及ばなかった。つまり、一般人が経営する銀行としての計画だった。マンハッタン57番街の当時のブロードウェイにあったタイヤ/自動車ビルの近く(50 Broadway, 256 West 57th st.)に「リバティ・ナショナル・バンク」として設立した。
1927年10月には増資しブロードウェイ50番地にもオフィスを開いた。1929年の世界大恐慌ののちハリマンナショナル銀行(Harriman National)がハリマン1対リバティ180で買収合併した。ハリマンナショナル銀行は1933年に終了した。
デュラントの娘マージェリー(Mrs. Margery Durant Campbell,)はE. R. Campbellと結婚し、Campbellは1908年のGM創設、1911年リトル社シボレー社創設の際に設立発起人としてデュラントと活動をともにしていたが、マージェリーはCampbellと離婚し、1923年12月6日に、リバティ・ナショナル・バンクのバイスプレジデントのロバート・ウィリアムズ・ダニエル(Robert W. Daniel)(Robert Williams Daniel:1884-1940)と結婚し、ミセス・マージェリー・デュラント・ダニエル(Mrs. Margery Durant Daniel)となった。ともに再婚。ロバートは社長兼取締役会長となった。娘マージェリー・ランドルフ・ダニエル(Margery Randolph Daniel)を儲けた。1928年9月に離婚した。1928年のこの離婚の記事でタイム誌は、マージェリーをdaughter of famed Stock-marketeer W. C. Durant（著名な株式ブローカーであるWCデュラントの娘）と紹介している。ロバート・ウィリアムズ・ダニエルの先妻はタイタニック号沈没でウエストバージニア選出国会議員である夫を亡くし自身は救命ボートで救助された未亡人だった。(,,,) その後、マージェリーは1929年5月にJOHN H. COOPERと結婚した。

## コンソリデーテッド・モーターズ・インク
1927年3月21日に4月7日に驚くべき声明を出すと発表。1927年3月27日、デュラントモーターカンパニー・オブ・ニュージャージーがデュラントモーターカンパニー・オブ・ミシガンを株式交換により合併。1927年4月に2万1千ドルで新聞48紙で29都市に広告をうち、880万人の読者にコンソリデーテッド・モーターズ・インク結成のメッセージを出した。
デュラントは65歳でGMを再興しようとした。社名はコンソリデーテッド・モーターズ・インクで、デラウェアに設立していた。デュラント社、アメリカン板ガラス会社(ミズーリ州クリスタルシティで1871年創業)、モーターズ・パーツ社、ニュー・プロセス・ギア社、ワーナー社、ロコモビル社、アダムズ車軸会社、メイソン・モーター・トラック社を含めていた。
デュラントはデュラント・モーターズ（デュラント、スター）、ロコモビルを支配していた。GMでは1908年のビュイック社が核となったが、今度は、スター・シックスをその軸に据えようとした。しかし、金融関連専門誌からは具体的なことが示されず投機的だとひやかされた。(,) 新型スター・シックスのプロモーションと、コンソリデーテッド・モーターズ・インクの発表が同時になされたことに疑念をもつものも多かった。
ウォールストリートの回覧文書で11月14日にデュラントが新たな自動車複合企業を計画していると明かした。これは資本が1000万ドルを超える規模で、ムーン・モーター、チャンドラー・モーター、ガードナー・モーター、ハップモビル、ジョーダン・モーター、ピアレス・モーター、スター・モーターなどを傘下にまとめるとされている。ハップモービルはデュラントが株の大半を持つデュラントの会社となっていた。しかしデュラントの財務状況は悪化し今度は実現しなかった。(NYT November 15, 1927, Tuesday)

## 1929年全米自動車展示会出展車両一覧
1929年1月7日のマンハッタンで開催された全米自動車展示会(National Auto Show)（デュラントがデュラント社の社長を辞する直前のショー出品）での出展車両一覧。デュラントが関係した車両を斜体で表示。
4気筒車 デュラント(Durant)やプリムス(Plymouth)が695ドル、フォード(Ford)が625ドル、ウィペット(Whippet)が595ドルだった。
6気筒車（ホイルベース115インチ以下）では、ハップモビル(Hupmobile)、ジョーダン(Jordan)、レオ(Reo)が1395ドル、ムーン(Moon)1345ドル、スチュードベーカー(Studebaker)1265ドル、ファルコン＝ナイト(Falcon-Knight)、ウィリス＝ナイト(Willys-Knight)1095ドル、オールズモビル(Oldsmobile)1025ドル、デソト(De Soto)が998ドル50セント、アースキン(Erskine)945ドル、ナッシュ(Nash)955ドル、チャンドラー(Chandler)が895ドル、グラハム＝ペイジ(Graham-Paige)875ドル、デュラント(Durant)845ドル、ポンティアック(Pontiac)825ドル、エセックス(Essex)795ドル、ダッジスタンダード(Dodge Standard)765ドル、ウィペット(Whippet)760ドル、シボレー(Chevrolet)が675ドル、
6気筒車（ホイルベース116インチ以上120以下）では、フランクリン(Franklin)2790ドル、キッセル(Kissel)1695ドル、ダッジ(Dodge)1675ドル、ピアレス(Peerless)、グラハム＝ペイジ(Graham-Paige)1595ドル、ムーン(Moon)1495ドル、チャンドラー75(Chandler 75)が1395ドル、デュラント(Durant)1385ドル、ナッシュ(Nash)1345ドル、ハドソン(Hudson)1325ドル、ビュイック(Buick)1320ドル、ベリエ(Velie)1265ドル、オークランド(Oakland)1245ドル、エルカー(Elcar)1095ドル
6気筒車（ホイルベース121インチ以上125以下）では、ガードナー(Gardner)1895ドル、レオ(Reo)1845ドル、ナッシュ(Nash)1550ドル、チャンドラー(Chandler)1525ドル、スチュードベーカー(Studebaker)1495ドル、ビュイック(Buick)1450ドル、ハドソン(Hudson)1175ドル、オーバーン(Auburn)1095ドル、
6気筒車（ホイルベース126インチ以上130以下）では、フランクリン(Franklin)2980ドル、ブラックホーク(Black Hawk)2695ドル、ガードナー(Gardner)2395ドル、エルカー(Elcar)2295ドル、スチームス＝ナイト(Steams-Knight)2195ドル、ウィリス＝ナイト(Willys-Knight)1995ドル、グラハム＝ペイジ(Graham-Paige)1985ドル、ビュイック(Buick)1935ドル、ナッシュ(Nash)1925ドル、ハドソン(Hudson)1450ドル
6気筒車（ホイルベース131インチ以上）では、ロコモビル(Locomobile)12500ドル、ピアスアロー(Pierce-Arrow)5875ドル、エルカー(Elcar)2645ドル、スチーム＝ナイト(Steams-Knight)2545ドル、ウィリス＝ナイト(Willys-Knight)2295ドル、クライスラー(Chrysler)1145ドル
8気筒車（ホイルベース125インチ以下）では、ムーン(Moon)2195ドル、キッセル(Kissel)、ベリエ(Velie)2095ドル、ジョーダン(Jordan)、ロコモビル(Locomobile)1995ドル、デイビス(Davis)1885ドル、スチュードベーカー(Studebaker)1685ドル、ガードナー(Gardner)1595ドル、オーバーン(Auburn)1495ドル、マーモン(Marmon)1465ドル、エルカー(Elcar)1395ドル、
8気筒車（ホイルベース126インチ以上130以下）では、ピアスアロー(Pierce-Arrow)2750ドル、ロコモビル(Locomobile)2650ドル、ブラックホーク(Black Hawk)2645ドル、パッカード(Packard)2435ドル、ガードナー(Gardner)2395ドル、ハップモビル(Hupmobile)2385ドル、エルカー(Elcar)2295ドル、
8気筒車（ホイルベース131インチ以上）では、カニンガム(Cunningham)8000ドル、スチーム＝ナイト(Steams-Knight)5500ドル、リンカーン(Lincoln)4800ドル、キッセル(Kissel)3785ドル、キャディラック(Cadillac)3695ドル、スタッツ(Stutz)3570ドル、パッカード(Packard)2735ドル、エルカー(Elcar)2465ドル、ラサール(LaSalle)2450ドル、グラハム＝ペイジ(Graham-Paisre)2285ドル、スチュードベーカー(Studebaker)2085ドル

### 世界恐慌
1929年、ウォールストリートの大暴落ではじまる大恐慌となった。1929年10月29日のブラック・チューズデーに対して、デュラントはロックフェラー財閥のメンバーおよび財界の大物たちと合同で大量に株を買い、株式市場が健在であることを大衆にアピールした。
1930年12月にデュラントは69歳となっていた。たいていのひとならリタイアするに十分な年齢である。しかしデュラントは再起をかけていた。業界関係者にとっては驚くことではなかった。()1930年でも米国では 新車350万台以上が販売された。1930年の自動車保有数は2650万台で人口の4.6人に一人だった。しかもデュラントにはランシングの工場がまだ残っていた。フランスのマティス(Mathis)車の生産および販売の契約を結んだ。ミシガン州ランシングで、デュラントは、小型のフランス車『マティス(Mathis)』に乗って現れ、市民を驚かせた。デュラント・モーターズの組織再構築の一環として先週、会長、社長、副社長の辞任を発表したばかりだった。そのときに、有名なヨーロッパの自動車「マチス」をデュラント・モーターズと密接に関連させて言及していた。1930年8月19日、デュラントがデュラントモーターズのリーダーシップに復帰すると発表。フランスのミジェ・オト(Midget Auto)をオースチンの対抗とし、マチス車を10万台販売する。マティス社はフランス第四位の大手の自動車会社だった。デュラントは500ドル程での販売を計画した。アメリカン・オースチンが競合だった。
しかし彼らの努力によっても市場下落は収まらず、デュラントは自身の資金を使い尽くすことになった。デュラントの三度（みたび）の復活には至らず、米国の自動車産業界すべてのメーカーにとって最悪の年となり、多くの自動車メーカーが倒産した。この年、GMからデュラントを追い出したピエール・S・デュポンの一族の一人E. Paul du Pontが1920年に設立し最高級車を製造したデュポン・モーターズが終了した。1933年にはデュラント社も終了した。
大恐慌は厳しく、1936年2月、デュラント自身が破産した。負債は90万ドルを超えていた、そして残った資産は250ドルのスーツだった。しかし、デュラントはまだ平気だった。伝説はまだつづいた。

## レストランとボウリング
74歳のデュラントだったがまだ企業家精神が残っていた。1936年の破産の年の9月には10年前にデュラント・モーターズの営業所を置いていたニュージャージー州アズベリーパークのノース・アズベリーの平屋のビルを買い、オフィスを置き、12月にはレストランとスーパーマーケットのオーナーとなった。
1936年9月28日のタイム誌が「新任マネージャー、WCデュラントに貴方様の御用を申しつけください。沈まない男、74歳のデュラント氏が楽しげに皿を洗う」というタイトルの記事で記している。「資本家デュラントであってカウンターに立つ男ではないはずだったが、デュラントはノースアズベリーに先週向かい、グランドオープンの用意がすべて整っていることを確認した。甥のウォレス・R・ウィレットによれば、新しい事業で旋風を巻き起こすとのこと。デュラントはある店内ではモップをもち、別の店内では皿拭きをし、自身のアイデアに一部の汚れもないことを公開した。アズベリーでの開店に向けた準備の一方で、翌日は故郷フリントに向かい、デュラントは「デュラント・スペシャル・ランチ」でもてなした。このランチは一品5セント、パン2切れ12セント、砂糖5ポンド15セント、ポテト1ポンド2セントである。甥のウィレットによれば、デュラントは自動車のときと同様にフードマーケット建設に熱心に取り組んでいる。事実、自動車のことはもうまったく考えていない。ということである。」
一方、「ビッグベア(Big Bear)」はニュージャージーのオールド・エリザベスの自動車工場をスーパーマーケットとしたもの。資本1万ドルだが現金は1000ドル用意しただけだった。スーパーマーケットはロスアンゼルスで10年前に始まった。全米のスーパーマーケットは2年間で94店舗から1500以上に増加していた。通常の店舗の100倍の売上があり、欲しいときに手に入れられる、便利で、快適で、熟練した店員を要し、よく考えられた商品棚構成で、米国の流通の主要な形態を占めるようになってきた。チェーンストア、独立店舗、ともに、これを脅威ととらえ、戦う姿勢を見せていた。ビッグベアがニュージャージーで50マイルの遠方から客を呼び寄せるようになると、ニュージャージーの商業主たちは地元出版業者に対してビッグベアの広告掲載を拒否するよう求めた。ビッグベアへの商品納入はブラックリストに載せられた。ニュージャージー法務当局はスーパーマーケット捜査をおこなった。しかしビッグベアはそういった攻撃にもかかわらず盛況だった。他のスーパーマーケットでも同様の状況で、時代はスーパーマーケットに向かっていた。()
1939年3月までにデュラントは3つの運を失った。1つは2回のGM社からの解任であり、1つはデュラント車の失敗。3つ目は美術品オークションであった。今回は、77歳になったデュラントは農務省長官ヘンリー・A・ウォレスからAlexander Eisemann & Co. とH. W. Armstrong & Co.を不正に仲買したと訴えられた。
1940年、デュラントの最後の会社となったのはミシガン州フリント北部のビュイック工場を核して造成されたビュイック・コンプレックス地区につくられたレクリエーションセンターでのボウリング場経営であった。デュラントはレクリエーションやレジャーが次世代産業となると確信していた。アルコールを出さないボウリング場は若者とファミリーに受けると考えた。ボウリング場がアメリカ中の家族がレジャーを過ごす場所となると信じ夢を託していた。常に大きく考えるデュラントは、このセンターを全米50か所でチェーン展開しようとした。友人みなをボウリングに誘った。しかし時代はこれも早すぎた。
デュラントは「禿げ」防止、ふけ(雲脂、頭垢)治療の薬への支援をおこなおうとした。1942年にネバダに事業とすべきかどうかの調査で辰砂（しんしゃ）を調査に出かけた。そのすぐ後に重度の脳卒中を患（わずら）った。最後に支えてくれたのは自身の設立したGMではなく、初期の自動車産業を共に過ごし支えた4人の友人だった。ニューヨークで起業していたがビュイック時代のデュラントにフリントに来るよう要請され98歳でなくなるまで60年間GM役員を務めたチャールズ・スチュワート・モット、ビュイック車とシボレー車をカナダで販売しGMカナダ創業者となったロバート・サミュエル・マクローリン、ビュイックと契約していたマクローリンが同時にシボレー事業をおこなうことに問題がないことを確認したシボレー創業期の顧問弁護士のちGMの法律担当副社長となったジョン・トーマス・スミス、そして部品メーカーの社長だったがデュラントに買収され、のちにGM社長となりデュラントの描いた夢を実現しGMを世界の模範企業としたアルフレッド・P・スローンだった。

## 晩年

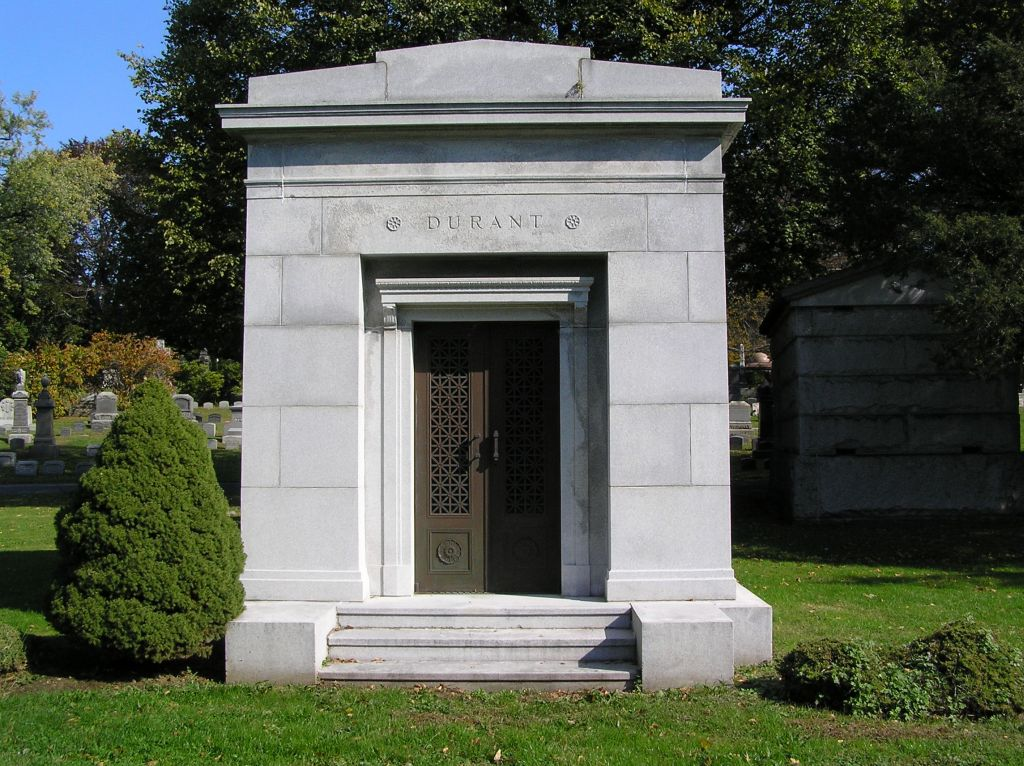
ニューヨーク・ブロンクスのウッドローン墓地にある墓所

デュラントは夫人キャサリンとニューヨークの8部屋の小さなペンションに暮らした。これはスローンが用意してくれたものだった。キャサリンとの間に子供はいなかったがキャサリンはデュラントに献身的につくした。デュラントはその後もさまざまな先進的なアイデアを創造していたが、先立つ資金がついてこなかった。
デュラントは自身のそれまでの人生を後悔することはまったくなかった。デュラントは1947年3月18日、ニューヨーク市の自宅で妻キャサリンと看護婦にみとられ亡くなった。85歳だった。ヘンリー・フォードが亡くなったのもそのわずか数週間後の1947年4月7日であった。
ビリー・デュラントがかつて語ったことがある。「金とはなにか？それは一時的に人間に貸しだされただけのものだ。生まれてくるときにはまったく持っていないし死ぬときも持っていけない。」彼の墓碑銘にふさわしい象徴的な言葉だった。

## 評価
1963年に出版された「GMとともに」でアルフレッド・P・スローンは、「デュラントの考え（哲学）は理論を提示していた」とし、その実現はスローンを含めた後の人間がおこなった。しかし、「（名声を不朽のものとしたフォードと同様、）デュラントはパイオニア的な偉業をおこなったが、いまだそれにふさわしい評価を得ていない。」という内容の記述をおこなっている。()
デュラントもヘンリー・フォードも自動車産業の創成期にその可能性を見出していた。道路が整備されていない状況であり、しかも当時の自動車は「娯楽の道具」であり高価で庶民には手が出せずしかも信頼性がなかった。しかし、デュラントは米国の自動車生産台数が6万5000台だった1908年当時に、年間100万台を夢見た。これは誇大妄想と受け取られ銀行には相手にされなかった。フォードは、T型フォードの好調を得てT型単体での「年間100万台」達成にまい進した。これらの努力のおかげで、1914年にはアメリカの自動車生産台数が50万を超え、1916年にはT型のみで50万台を達成したが、最終的にはどの自動車会社もGM流の多車種販売となった。
スローンは、「大きな弱点を持った偉人だった。創造するのは得意だが管理は苦手だった」「デュラントは尊敬しているが、経営の実務では気まぐれやその場の思いつきで自分で勝手に決めてしまう」と評している。1919年GM株を外部の目で公認会計士の監査に付すよう勧めたところ、担当する財務部があったにもかかわらずスローンに会計士事務所を探すように命じた。また、デトロイトのGMビル建設の敷地取得では、当初建設候補地と議論されていた場所のやや北にユナイテッド・モーターズのデトロイト営業所（旧ハイアットビル）というスローンの親しんだ場所があり、デュラントはそのそばを購入すると決めスローンを購入担当者とした。
アーネスト・デールは「第一にでたらめな財産管理。第二に在庫管理、第三に専門家の意見を聞かなかった。第四に組織に無関心だった。自分の関心を持つあらゆることに介入した。WPクライスラーが辞職して言ったのがその典型。」と評した。チャンドラーは「組織の無視、中央統制機構の欠如」と評した。
アーネスト・デールは年月がたつにつれデュラントが「GMを破産に追いやった人」というイメージでその後のGM経営者と対比されるようになった。しかし「実際にはデュラントはGMの危機の際、完全に黒でも、完全に白でもない」と評価している。1920年の崩壊はデュラントひとりが起こしたのではなくラスコブ、ハスケルにも責があるとする。
1968年には米国自動車殿堂入りしている。
「やりたいことに対して常に手持ちの資金は足りなかった。しかしそれを何とかしてしまった。デュラントは大量の需要を喚起し大量の販売を実現した。製造は後からついてきたが、そのためには部品も大量生産可能でなくてはならず、一流の部品メーカーを呼び寄せた。これは馬車時代の経験が生かされており、発明家や技術者の発想ではなかった。」
「企業合同と垂直統合によって拡張を進めていく際に、需要の一時的な減少に備えなかった。考えもしなかった。現金も準備しなかった。生産調整や需給情報などの収集もしなかった。」（チャンドラー）

## 人物
「flamboyant founder of General Motors」など、flamboyantがデュラントを形容する言葉としてしばしば用いられる。flamboyant：派手な、燃えるような、創業者。
1920年代にはウォールストリートのブル（雄牛）と呼ばれた。金融市場では「強気の買方」をbull（雄牛）、「弱気の売方」をbear（熊）と表現し、デュラントは、「bull of bulls（最強の強気）」とまで形容された。ビリー・デュラント(Billy Durant)にかけて、ブリー・デュラント(Bully Durant)と形容されることさえあった。ギリシア神話で世界を支配していた巨人族の巨人「タイタン」にもたとえられた。
ビリーと呼びかける人は多くはなく、親しい人でもミスター・デュラントとよび、部下が彼のことをさすときには、ザ・ボスかザ・マンとよんだ。
「デュラントは一般にはやみくもに投機に走ったととらえられることが多い。経済哲学を厳密に応用したとはいえないが経済の原則を深く理解した上での拡張で、数多くのメーカーが群雄割拠し食うか食われるかという時代にあって傑出した人物であった。」()
デュラントは一般に考えられているようにいたずらに投機に走ったのではなく、経済の原則を深く理解していた。経済哲学を厳密に応用したのではないが、数多くの偉大な自動車メーカーが攻防を繰り広げた時代にあって、傑出した人物だった。」()
1916年にデュラントから買収提案を受けたときのハイアット・ローラーベアリング社長アルフレッド・P・スローンの印象は「人当たりがよく、穏やかな口調ながらも、その話は聞くものを引き込む力を持っていた。上背はあまりなく、地味で清潔な服装をしていた。巨額資金が絡む複雑な金融取引を口々繰り返していたにもかかわらず、いかなるときにも平静さを失わないように見受けられた。たしかな人柄と才気が伝わってきた。」(
デュラントと行動を共にしたのちのスローンは「もちろん心から尊敬している。ほとばしるような才能、イマジネーション、懐の深さ、誠実さ。GMへのゆるぎない忠誠。ラスコブやピエール・S・デュポンは正しい。GMに魂を吹き込み、ダイナミックな成長を可能にしたのは、まぎれもなくデュラントその人である。しかしその一方、経営実務では随所に気まぐれさを発揮し、何もかもを自分で背負い込んでしまうのであった。こちらがようやくデュラントのスケジュールを押さえて重要な事項について伺いを立てても、往々にして、その場の思いつきで判断を下された。」(
「デュラントは形式にとらわれずに事業を進め、スタートアップ期のGMにしばしば恩恵をもたらした。（中略）だが、こと経営管理に関する限り、やはり厳しい視線を向けないわけにはいかない。特に大きな懸念を抱いたのは1918年から20年にかけて、氏が明確なマネジメント方針も持たないままに事業の多角化と拡大に突き進んだ時である。」「あの時期に拡大をすすめたのは、少なくとも自動車開発に関する限り有意義で望ましいことだった。自動車は単価が高く、しかもマスマーケット向けに販売しようとしていたため、多大な資本投下が必要とされた。この点をデュラントとラスコブは早くから見通していた。」「他方組織については、マネジメントの方向性は少人数による駆け引きによって決められていた。」
「デュラントの金の扱い方にはやましいところがまったくなく、また富と名声を得ても、その人となりは、わかりやすい人間味あふれた人物だった。アメリカン・ビジネスの典型。」という評価のある一方で、「デュラントをよく知る人物の評価は、不可解な人物。友人はごく少数であり気安さというものがなかった。デュラントの目の前では、愛称のビリーとはほとんど呼ばれず親しい者でもミスター・デュラントであった。人と深く付き合うことはなかったがどの人とも表面的には温和につきあった。お金は常に前払い、あなたは私に借りがある、というのが基本だった。デュラントは金銭的には大盤振る舞いだったため、つきあう側からすれば構えてしまう硬いつきあいとなった。」という評価がある。
自分の考えたとおりにすべてをおこなうために、アルフレッド・P・スローンは戦略を練りよく考えて行動した。デュラントの場合は思いつきの行動でも周りの人間はデュラントの考えを抵抗なく受け入れてしまった。それがデュラント流だった。デュラントはオペラを好み、企業経営も事業家というよりは音楽家や俳優といった気性でおこなった。デュラントは統計、厳密な証明、ロジックというものは嫌った。企業家として重視したのは直感とイマジネーションだった。人との付き合いでも理性よりも感性を重んじた。
デュラントは、話をするときにはいつも慎重に言葉を選び、正確で丁寧なものの言い方をした。部下は、忠誠心をもってザ・ボス、ザ・マンと呼んでいた。利益は関係者みなに等しく配分し自分自身の金のことは考えなかった。自分の金など使う暇がないからといっていた。デュラントが何度も再起できた背景にはこの人間関係があり、GM復活の際の株取得などは多くの人がデュラントに忠誠心を持っていた代表例である。
ウォルター・クライスラーは、デュラントのことを「鳥でも口説き落とした」と表現した。デュラントは値切るということをせず、あげるべき人と思った人物には法外な給与を支払った。パッカードへの引き抜きがクライスラーにきていたことを知ったデュラントは年50,000ドルだったクライスラーの報酬額を年500,000ドルとし、クライスラーは残った。しかしデュラントがやめさせられる8か月も前にビュイック社長をやめている。堅実なクライスラーはデュラントの干渉が我慢できなかった。このときデュラントが退職金として現金に代えて支払ったGM株1000万ドルは、数年後のクライスラー社の危機の際に役立った。
「デュラント自身が熟練したフットボール選手だ。鉄道事故でベッドに横たわった。しかし、勇敢にも彼は株式市場での活動を続けている」(TIME, Feb. 1, 1926)。特に1920年にGMから追放され貧乏となったが、デュラントは自身の株取引能力で何度も富豪となっていた。
厳格なカルヴァン主義者（プレスビテリアン）、厳格な共和党支持者、宝石類は嫌いだったが膨大な長距離電話の請求書は自慢した。どこにいくときでもチェスをカバンにいれることを忘れなかった。
シボレーのボウタイ・デザインはデュラントが発案したものであることはよく知られている。1961年に出版されたシボレー創業50周年記念の「シボレーストーリー」では「1908年にデュラントがフランスのホテルの壁紙のデザインで無限に繰り返されるパターンを目にした。デュラントはその壁紙を引きちぎり、持ち帰って友人たちに、車のネームプレート（エンブレムのこと）にいいぞといって見せた。」とされている。一方、娘のマージェリー・デュラントは著書で、ビュイックの時と同様にダイニングテーブルで紙にネームプレートを描いていたと記述している。
デュラントの企業家精神をよく表すデュラント本人の発言として“Forget past mistakes. Forget failures. Forget everything except what you're going to do now and do it.（過去の誤ちは忘れよう。失敗は忘れよう。ほかの事は考えず、今やろうとしていることに集中してそれをやり遂げよう。）がある。

## 年表
- 1861年:12月米国マサチューセッツ州ボストンに生まれる
- 1872年:ミシガン州フリントに移る
- 1881年(19歳):フリント上水道管理会社に勤める
- 1885年(23歳):クララ・ピットと結婚、娘マージェリー・デュラントが誕生。
- 1886年(24歳):J・ダラス・ドートと馬車メーカー「フリント・ロード・カート・カンパニー」を創業
- 1890年(28歳):クララ・ピットとの間に息子ラッセル（愛称クリフ）が誕生
- 1895年(33歳):デュラント＝ドート・キャリッジ・カンパニー(DDCC)を創業
- 1900年(38歳):「自社ですべてをまかない大量生産で低価格」。14の工場、営業数百名、年間販売数5万以上。クララと離婚。
- 1904年(42歳):ビュイック社経営を引受け、総支配人となる。
- 1906年(44歳):ビュイック社社長。デュラント＝ドート社生産ピーク。従業員1000人、日産480台。
- 1908年(46歳):キャサリンと再婚。ビュイック車販売8487台で全米1位。
- :企業トラストインターナショナル・モーター・カー・カンパニー設立失敗
- :ゼネラル・モーターズ・カンパニー(GM)創業
- 1909年(47歳):マルケット・モーター設立。ゼネラル・モーターズ・トラック設立(のちのGMC)。
- :フォード買収失敗。
- 1910年(48歳):経営権を失い肩書きだけのGM取締役となる。GM財務委員会長。
- 1911年(49歳):GM財務委員会長終了
- :メイソン社設立
- :リトル社設立(10月30日)
- 1911年(49歳):シボレー・モーター・カンパニー・オブ・ミシガン創業
- :リパブリック・モーター・カンパニー設立
- 1912年(50歳):リトル・フォー発売開始
- :リパブリック・モーター・カンパニー終了
- 1913年(51歳):1914年式シボレーH型『ロイヤル・メール』『ベイビー・グランド』を販売。シボレーボウタイエンブレムを採用。
- 1914年(52歳):シボレー490発表
- :モンロー・モーター・カンパニー創業 [74]
- 1915年9月13日、持株会社「シボレー・モーター・カンパニー・オブ・デラウェア」設立
- 1915年(53歳):ピエール・デュポンの後援を得、シボレー社がGMの大株主会社となりデュラントがGM支配権を握る。
- 1915年9月16日：GM株主総会がニューヨークで開催 デュラント復権を宣言。取締役候補が決定される。
- 1915年10月1日：議決権信託終了
- 1915年11月16日：GM定期株主総会で取締役承認。第一回取締役会議。
- 1916年4月18日：チャールズ・W・ナッシュがGM社長を辞任
- 1916年(54歳):5月、持株会社ユナイテッド・モーターズ・コーポレーションを個人で設立。傘下にハイアット・ローラー・ベアリング、デイトン・エンジニアリング・ラボラトリーズなど5社。
- :6月1日、ナッシュ退任を正式に承認しデュラントがGM6代目社長に就任
- :10月13日、デラウェアにゼネラル・モーターズ・コーポレーションを登記。資本金1億ドル。ゼネラル・モーターズ・カンパニー傘下子会社を事業部として吸収する事業会社とした。実働は1917年から。
- 1917年(55歳):4月6日対独宣戦布告
- 1917年(55歳):ゼネラル・モーターズ・カンパニーを解散
- 1917年12月21日デュポンが社としてGMおよびシボレー株に資本参加
- 1918年2月21日:デュポン社が持株会社を設立して2500万ドル分のGM株を取得したことをニューヨークメトロポリタンクラブで発表
- 1918年(56歳):5月シボレー所有のGM株45万株をGMが買い取り「不自然な関係」を終了
- :冷蔵庫会社フリッジデール・コーポレーションへ個人投資
- :飛行機会社デイトン＝ライト・カンパニー購入
- :ユナイテッド・モーターズ・コーポレーションをGMに吸収。スローン、ケタリングらがGMに参画。
- :11月11日ドイツ降伏。第一次世界大戦終結
- 1919年(57歳):ユナイテッド・モーターズ・コーポレーションを清算し傘下企業をGMに吸収
- :フィッシャー・ボディ・カンパニー主要株主
- :GMビル建設開始。GM大学設立。株主へ10割配当。
- :自動車金融会社ゼネラルモーターズ・アクセプタンス・コーポレーション設立。
- 1920年(58歳):11月、GM負債をモルガンとデュポンが救済しデュラントはGMを退任[75]。
- 1921年(59歳):デュラント・モーターズ社創業し、デュラント、スター、フリントなどを製造。
- 1921年-1922年:スチュードベーカー株の売買でウォールストリートに復帰
- 1922年6月:ウィリス＝オーバーランドニュージャージー工場とNew Process Gear Companyを手に入れる
- 1922年7月:フリント・モーター・カー設立
- 1922年7月:2月に破産したロコモビルを落札し新たにロコモビル・カンパニー・オブ・アメリカを設立
- 1923年(62歳):リバティナショナル銀行をニューヨーク市に創業

メイソン・トラック・カンパニー設立
- 1924年(63歳):2月8日最愛の母レベッカを亡くす
- 1927年(66歳):1月デュラント・モーターズ社長退任
- :4月コンソリデーテッド・モーターズ広告
- :ハップモビル買収
- :10月29日ブラック・チューズデー。それ以前に大量投資をおこなった上、以降には大恐慌下での株式市場の健在を示すために株式の大量買いをおこない、結果、自身の資産を食い潰す。
- 1930年(68歳):フランスのマティス車輸入販売を画策
- 1933年(71歳):デュラントモーターズ清算
- 1936年(74歳):2月デュラント個人が破産。9月ニュージャージー州アズベリーパークでスーパーマーケット、故郷フリントでレストランを開業。自動車にのったまま注文・購入ができるドライブスルー形式のレストラン・チェーンを構想。（ドライブインレストラン）
- 1940年(78歳):フリントのビュイック・コンプレックスでボウリング場を経営
- 1942年(80歳):重度の脳卒中を患う
- 1947年(85歳):ニューヨーク市で死去
- 1968年:米国自動車殿堂に選出

## 家族
母レベッカ・フォルジャー・クラポとは生涯常に一緒だった。
デュラントにはクララとの間に3人の子供がいた。離婚したクララはカリフォルニアで再婚した。（トリビア：ライバルだったヘンリー・フォードの妻(1888年結婚)の名もクララだった。）
息子ラッセル（愛称クリフ）：Russell Clifford Durant (Russell "Cliff" Durant, November 26, 1890 Flint, Michigan – October 30, 1937 Beverly Hills, California) 1890年に生まれた息子ラッセルは1920年代にシボレーのレースドライバーとしてインディアナポリスなどで活躍し、また、GM統合以前のシボレー社やデュラントモーターズなどで役員を務めた()。バーニー・オールドフィールド(Barney Oldfield)、ルイス・シボレー(Louis Chevrolet)がレースに参戦したなかで、ビリーの息子クリフ・デュラントがルイスのメカニックとして参加していた()。クリフはビリーがカリフォルニアに設立したシボレーなどの子会社数社で役員となった。また、インディ500などの自動車レースで1920年代に活躍した。10代からデトロイトで歌手、女優として活躍していたアデレード(Adelaide)と1900年ごろ結婚し、カリフォルニア州オークランドに家庭を築いたが1918年に離婚。離婚後ビリーはAdelaideのために基金(trust fund)を設立しこれによりアデレードは生活に困ることはなかった。アデレードはその後英雄エディ・リッケンバッカーと再婚しAdelaide Frost Rickenbackerとなり生涯をともにした。アデレードは1930年代に困窮したビリーをクリフの作ってくれた基金で援助した。()
娘マージェリー(Margery Durant)：18歳の年の1905年に父親デュラントとほぼ同年の42歳カナダ人医師エドウィン・ルースベン・キャンベル(Dr Edwin Ruthven Campbell)と結婚。キャンベルはRSマクローリンの親しい友人だった。ビリーからマージェリーへの結婚プレゼントは15万ドル分のデュラント＝ドート社の株式だった。キャンベルは医業を捨てデュラントの1908年のGM創業、1911年のシボレー創業を手伝った。()
キャンベルとはのちに離婚。その後、マージェリーは自ら飛行機の操縦桿を握って世界の空を飛びまわった。「女性は男性よりも学ぶ時間、実際にやり続ける時間がとれるから、娯楽飛行(pleasure flying)は男性よりも女性にあっているスポーツだといわれることがある。金持ちの娘には特にこれが当てはまる。マージェリー・デュラント（モータータイクーンのウィリアム・クラポ・デュラントの娘）はこの夏、3か月のヨーロッパ旅行を過ごした。彼女は、自分のブラック＆ホワイトのロッキード＝ベガ アリエルに、フランス人パイロットを従え、全身白でドレスアップして乗り込んだ。ツーリストのデュラントは旅から戻り次のように発表した。19カ国1万2000マイルを飛んできました。1マイルあたりの費用は7セント。わたしが言えることは、北米、西アジア、バルカン半島を飛行することは日曜学校のピクニックとはちがうということです。」()
GM創業を前にした1908年5月28日に、デュラントは鉄道員の娘キャサリン(Catherine Lederer)と再婚。ニューヨークで挙式した。デュラントが47歳、キャサリンは25歳だった。キャサリンは、デュラントの最初の妻との間にもうけた娘マージェリーの友人であった。しかも、娘のマージェリーよりも年下だった。キャサリンはデュラントと生涯をともにした。

## 関連資料保管施設
- ミシガン歴史博物館にデュラント＝ドート社のカタログが保管されており、当時の多様なキャリッジが参照できる。
- ミシガン州フリントのケタリング大学にデュラントコレクションがある。 ケタリング大学は以前のGMI Engineering & Management Instituteから改称した名称
- ミシガン州フリントのスローン博物館 には、デュラントの秘書 Aristo Scrobognaからのデュラントに関連する資料や写真が蒐集されている。

## その他
デュラントパーク (Durant Park)：ミシガン州ランシング中心地のサギノーストリート、ワシントンアベニュー、キャピトルアベニューに面する場所に位置する公園。ランシングの商人のMortimer Cowlesの大邸宅の敷地を1920年にWCデュラントが購入し1921年に市に寄付した。1924年にデュラントを称えるアーチが建造された。アーチの写真 Flickr

## 読書案内
- Billy Durant: Creator of General Motors, by Lawrence R. Gustin , University of Michigan Press
- The Turning Wheel the story of General Motors through twenty-five years, 1908-1933 Arthur Pound著 1934年刊 - GM創立25周年 公式記録 Internet Archive: Free Download から入手可能
- GMとともに アルフレッド・P・スローン Jr.著 1963年刊
- GMカナダ掲載 RSマクローリンの記述録
- The world-wide industrial enterprise; its challenge and promise. Frederic G. Donner著 New York: McGraw Hill, 1967年刊
- 山崎清『GM(ゼネラル・モーターズ) 巨大企業の経営戦略』(1969年、中央公論社)
- 栄光なき天才たち 第14巻 第43話 ウィリアム・クラポ・デュラント 作 伊藤智義、画 森田信吾：実話に基づいているが作者がフィクションがあると断っている。漫画作者本人による原作テキストが掲載されていて読むことができる